# Arties
Arties è una località spagnola sita nel comune di Naut Aran, comarca della Val d'Aran, nella Provincia di Lleida, in Catalogna.
Dal 21 dicembre 1967, Arties è stata incorporata nel comune di Naut Aran, che è ora formato dalla fusione degli antichi comuni di Arties, Salardú, Gessa, Tredòs, Bagergue e Baqueira. Nel 2017 Arties contava 511 abitanti.

## Geografia fisica
Situata a 1144 m s.l.m., Arties si trova a 7 km da Vielha e a 31 km dalla frontiera con la Francia, presso il villaggio di Fos. Confina a nord-est con il comune di Bagergue; a est con quelli di Gessa e Salardú; a ovest con Garos, Casarilh, Escuñau, Betrén e Vielha.
La valle del Valarties è dominata a sud dal Tuc de Montardo (2833 m s.l.m.).
Arties è circondata a sud-est dal Ticó Blanco a 2162 m s.l.m. e a sud-ovest dal Malh des Vivèrs a 2154 m s.l.m.

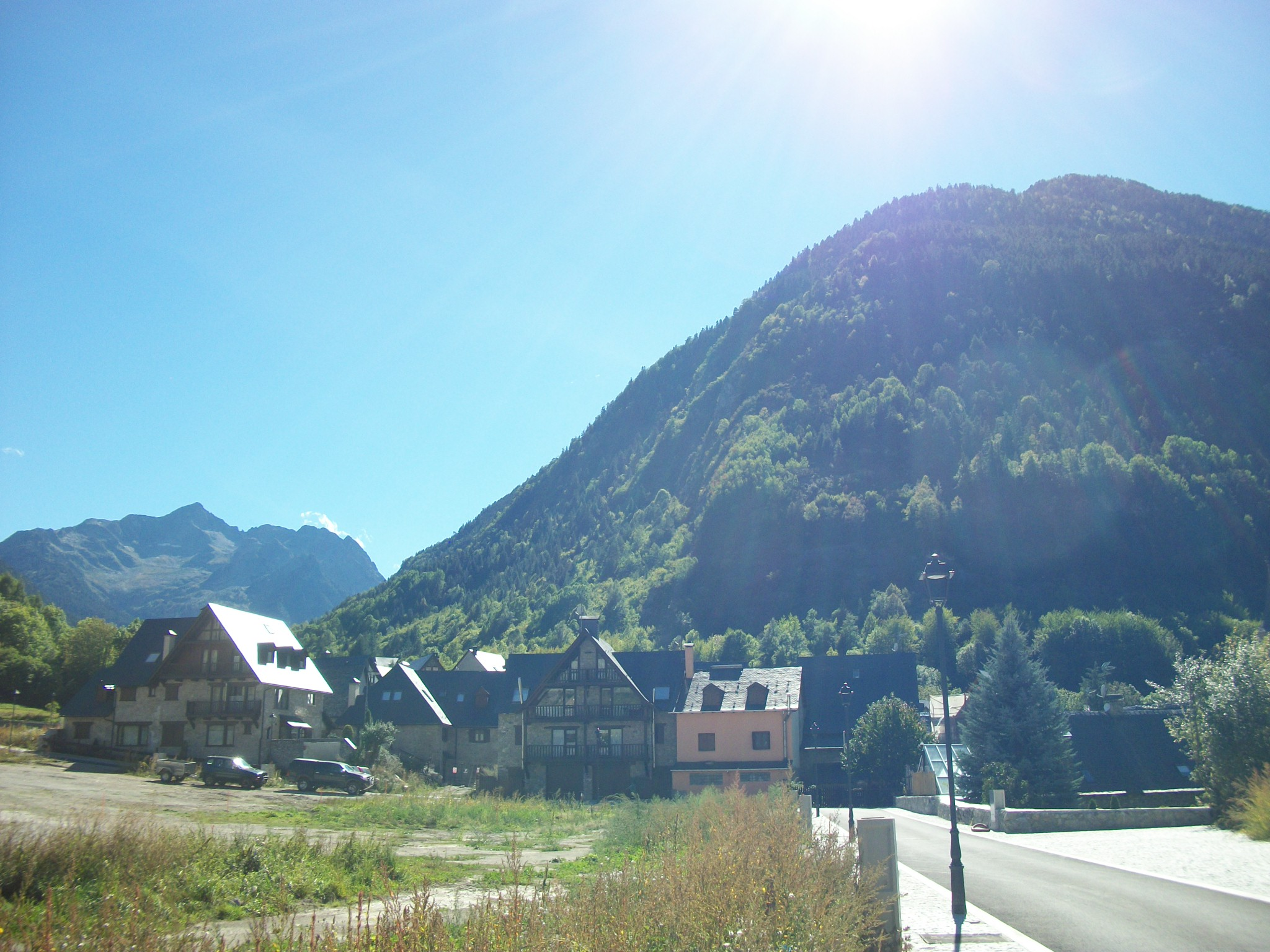
Sullo sfondo pianura a sinistra, il Tuc de Montardo a 2833 m s.l.m., a destra il Malh des Vivèrs a 2154 m s.l.m.
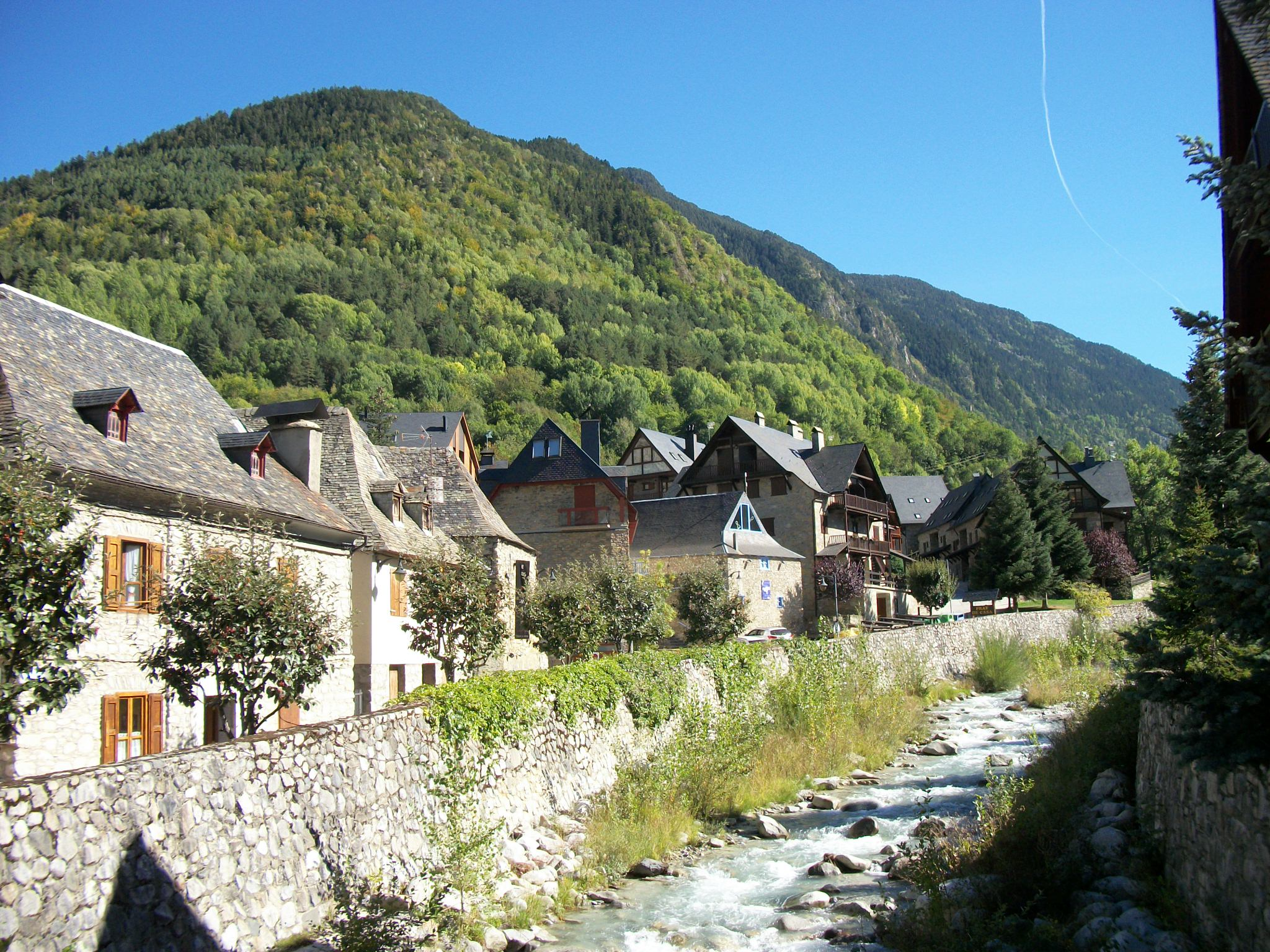
Il Ticó Blanc (2162 m s.l.m.) sullo sfondo; la pianura e il fiume Valarties

### Idrografia
Arties è situata alla confluenza della Garonna orientale, che nasce al Pla de Beret, e dal suo affluente alla sinistra orografica, il fiume Valarties.

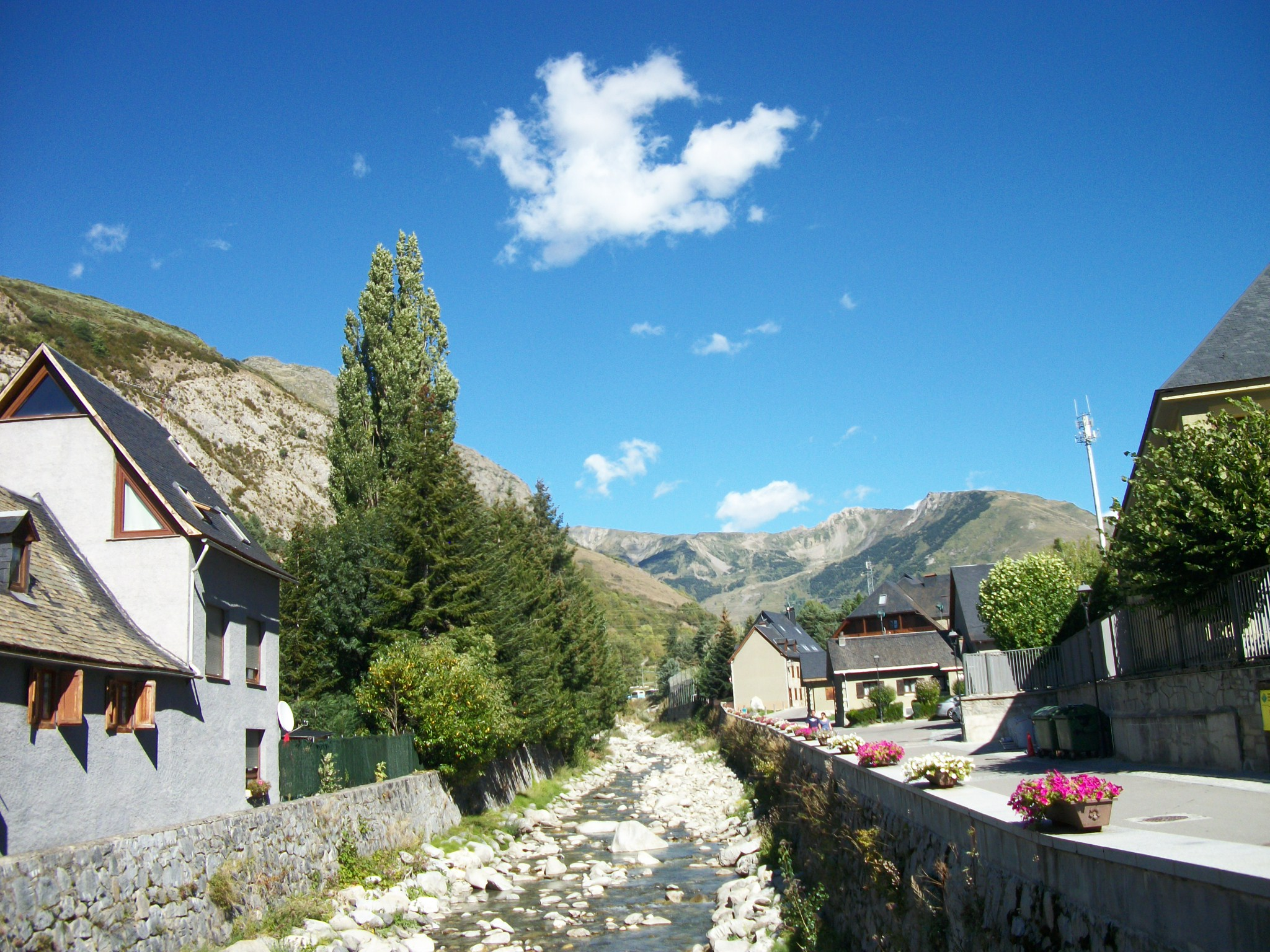
La Garonna orientale che passa dal villaggio di Arties
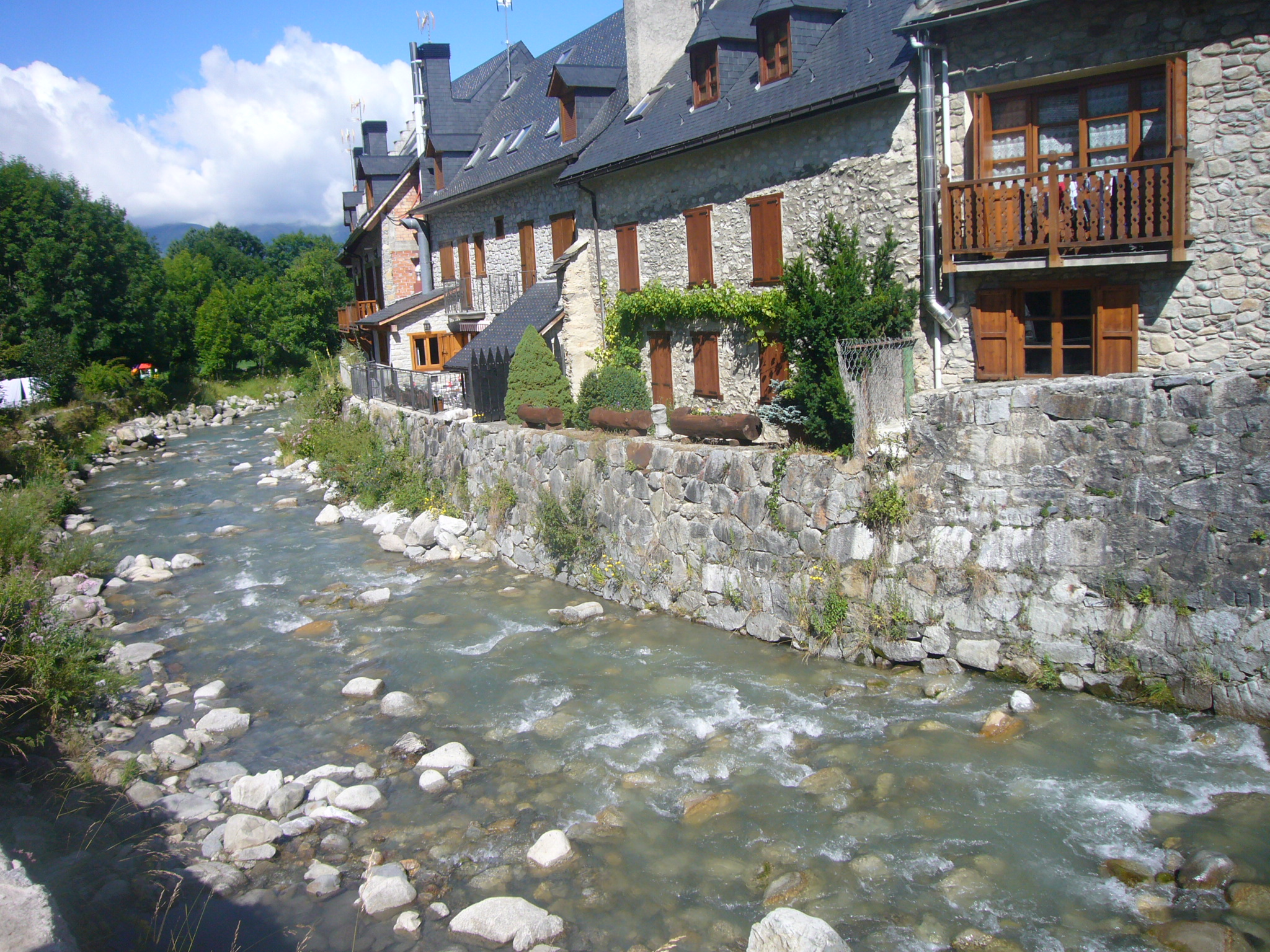
La Garonna orientale

La centrale idroelettrica di Arties è stata costruita nel 1955 ed è alimentata da più di 50 laghi.
Le acque dei laghi di Rius, dello stagno di Mar, dello stagno della Restanque, di quelli del lago del circo di Saboredo, i laghi del circo di Colomers (46 stagni), sono dirette verso lo stagno di Moncasau, poi sono inviate verso la centrale idroelettrica di Arties, tramite un totale di 11739 m di gallerie sotterranee..

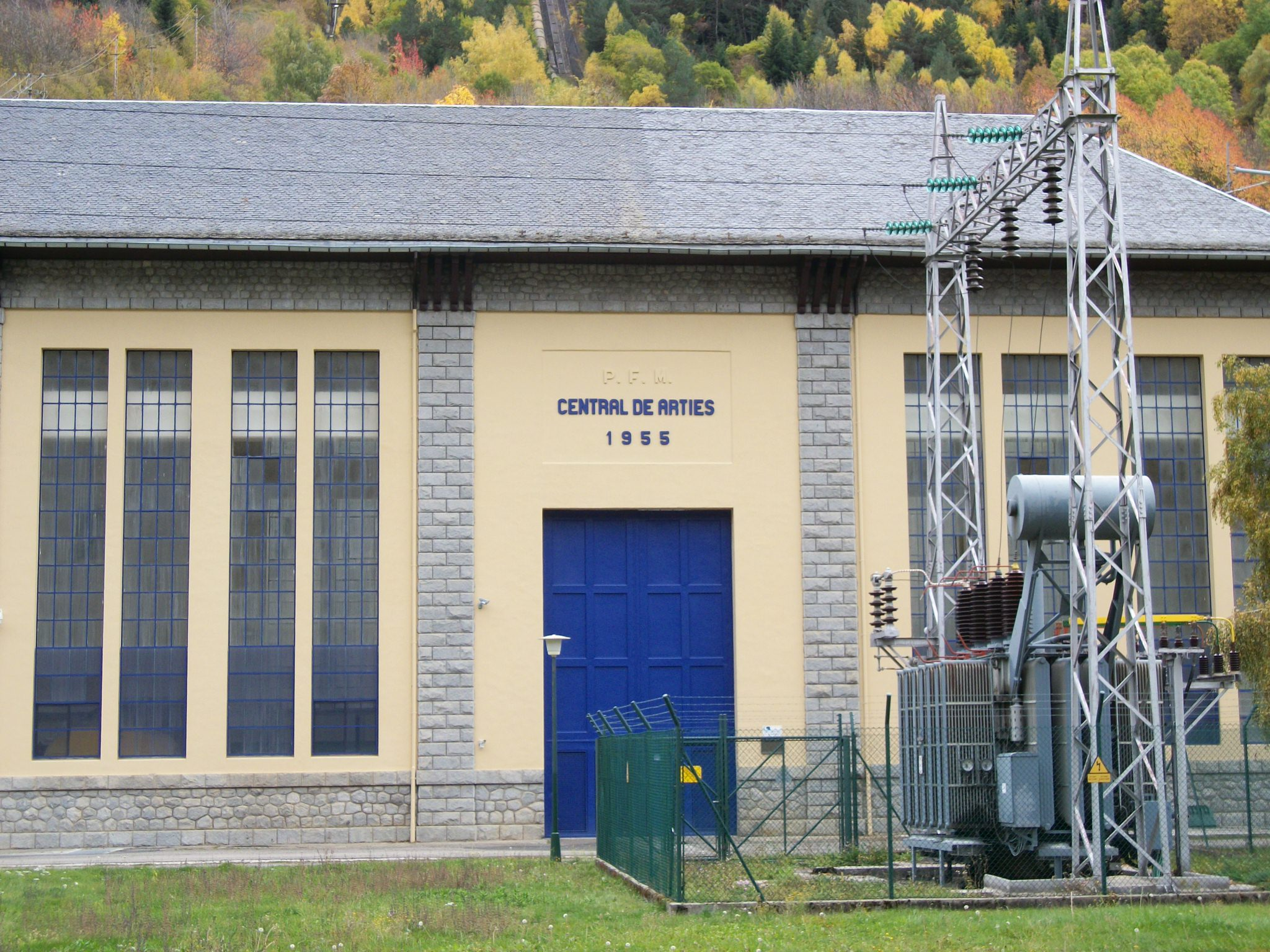
Centrale idroelettrica di Arties
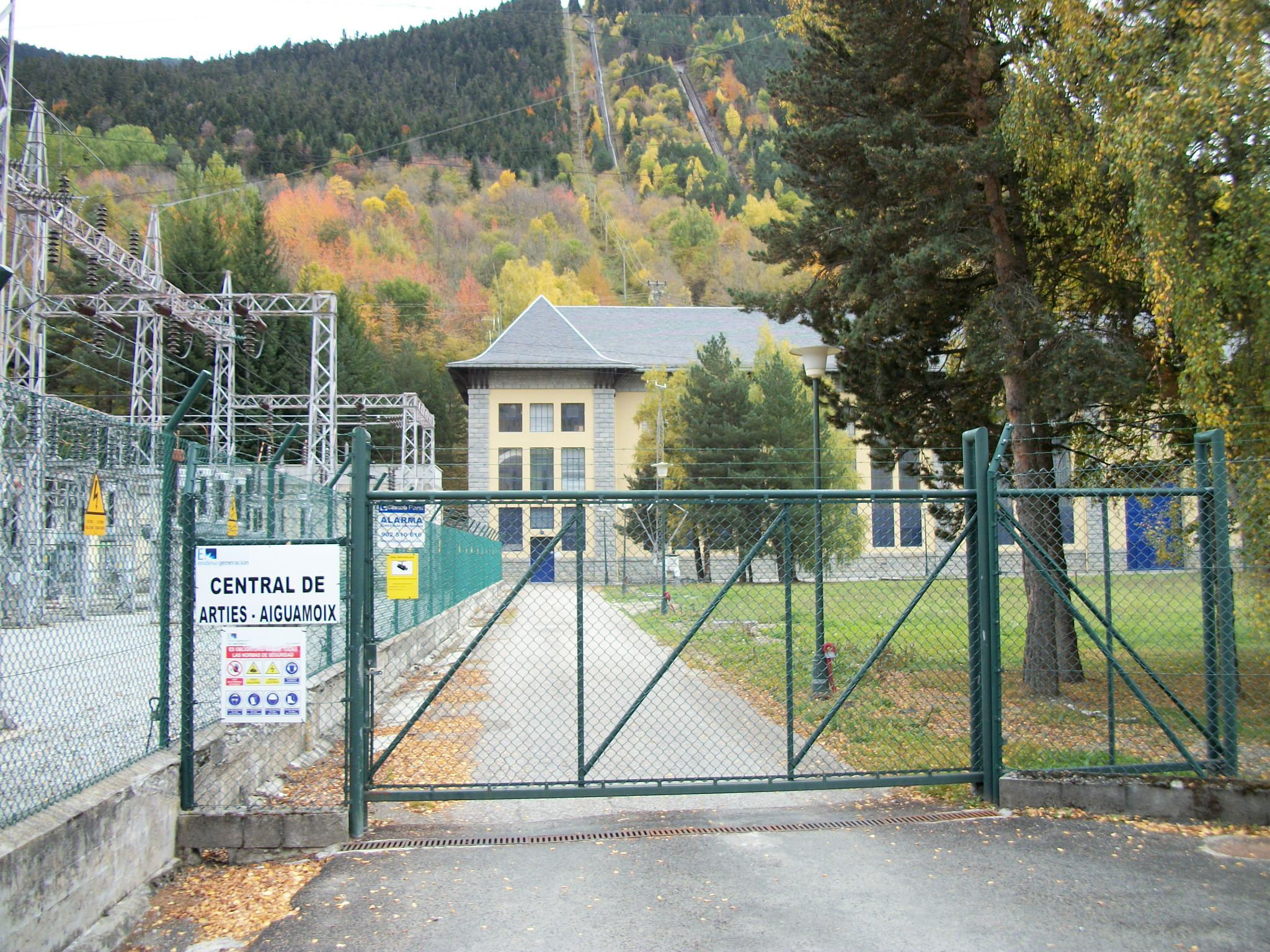
Centrale idroelettrica di Arties

## Origini del nome
Il nome di Arties, di origine basca, indica una "zona piana tra due acque".

## Storia

### Simboli
Lo stemma è stato adottato con risoluzione	 della Generalitat de Catalunya del 9 maggio 1994.
La pergola ondata rappresenta la confluenza dei fiumi Valarties e Garona presso la località di Arties. Per differenziarlo da altri stemmi simili è stato aggiunto un giglio, attributo della Madonna, omaggio a Santa Maria d'Arties.
Come prescritto dalla normativa, gli scudi delle entità municipalizzate decentralizzate  non recano ornamenti sopra lo scudo.

## Economia
L'economia è prevalentemente volta al turismo, con numerosi hôtel, alberghi e ristoranti.
La stazione di sport invernali di Baqueira Beret, una delle più importanti dei Pirenei, si trova nel comune di Naut Aran.

## Village Fleuri
Arties è uno dei più bei villaggi della Val d'Aran, è stato gratificato di 3 "fiori di onore" nel 2017 tra i villaggi fioriti dei Pirenei della provincia di Lérida.
Vecchie biciclette si trovano un po' dappertutto nel villaggio, sono decorate con gruppi di fiori diversi.
Gli hotel e gli abitanti partecipano all'abbellimento del villaggio decorando con fiori le loro abitazioni, i giardini e i balconi.

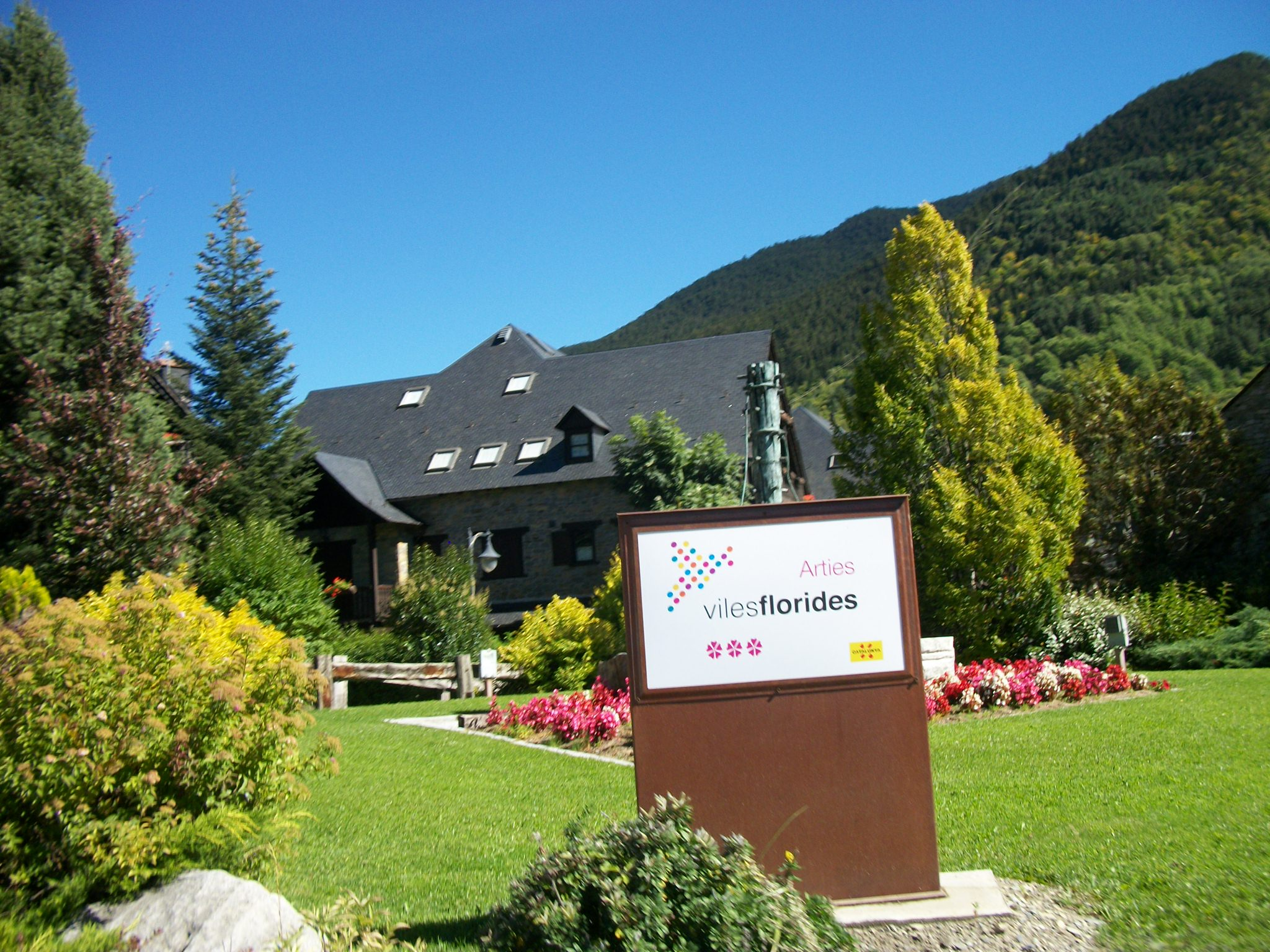
Ingresso al villaggio
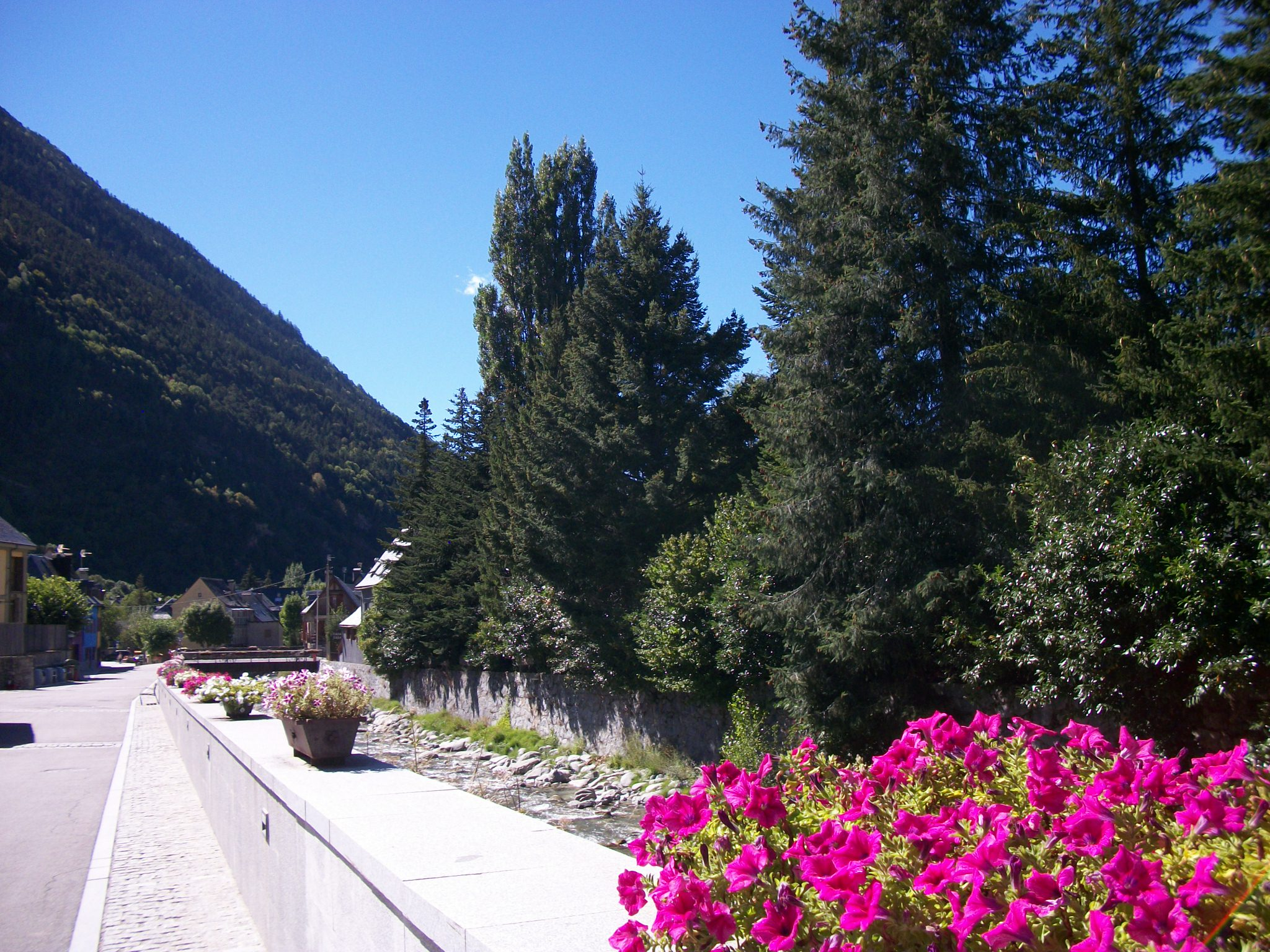
I muretti degli argini della Garonna sono decorati di fiori
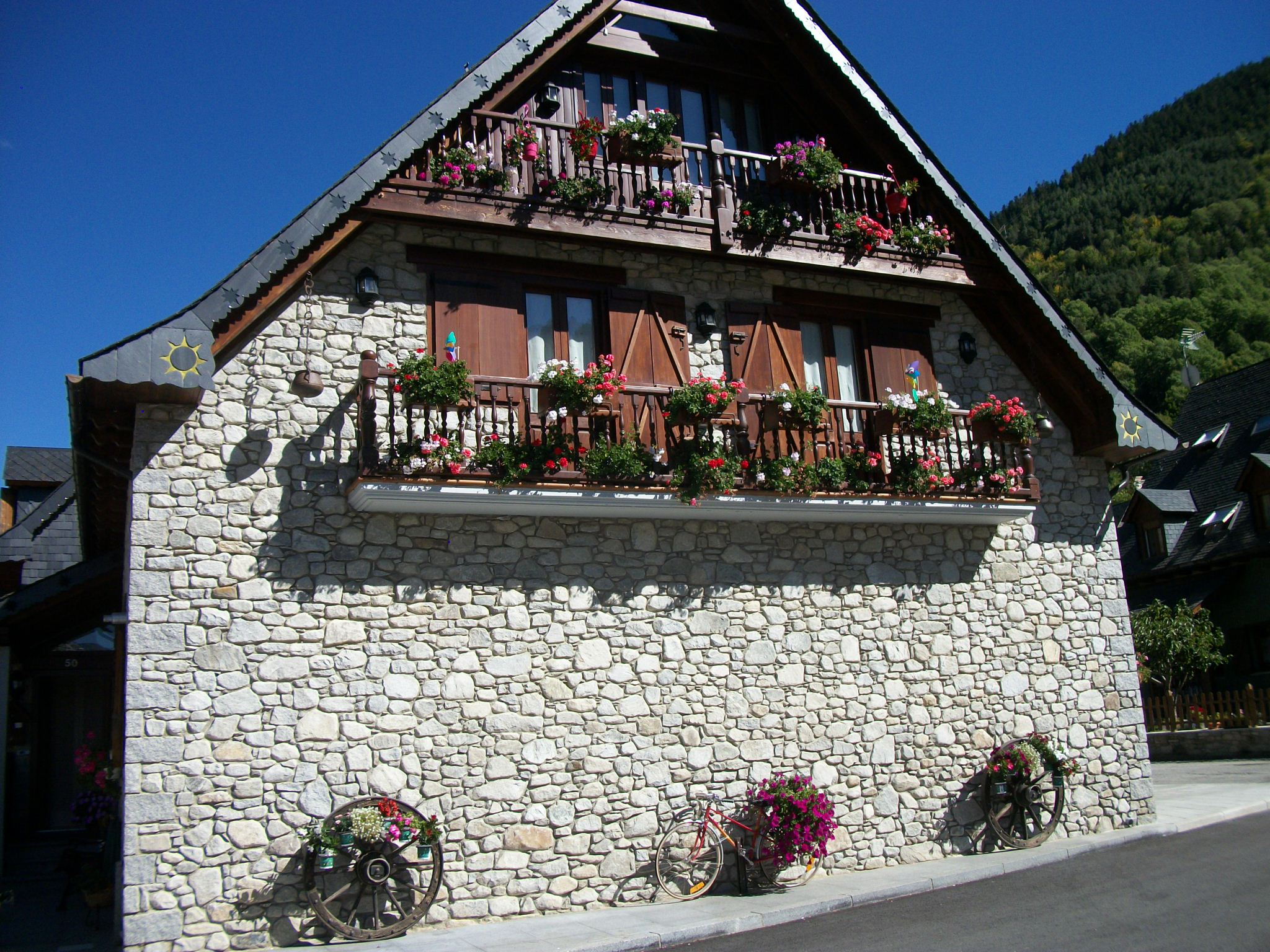
Casa e bicicletta infiorata
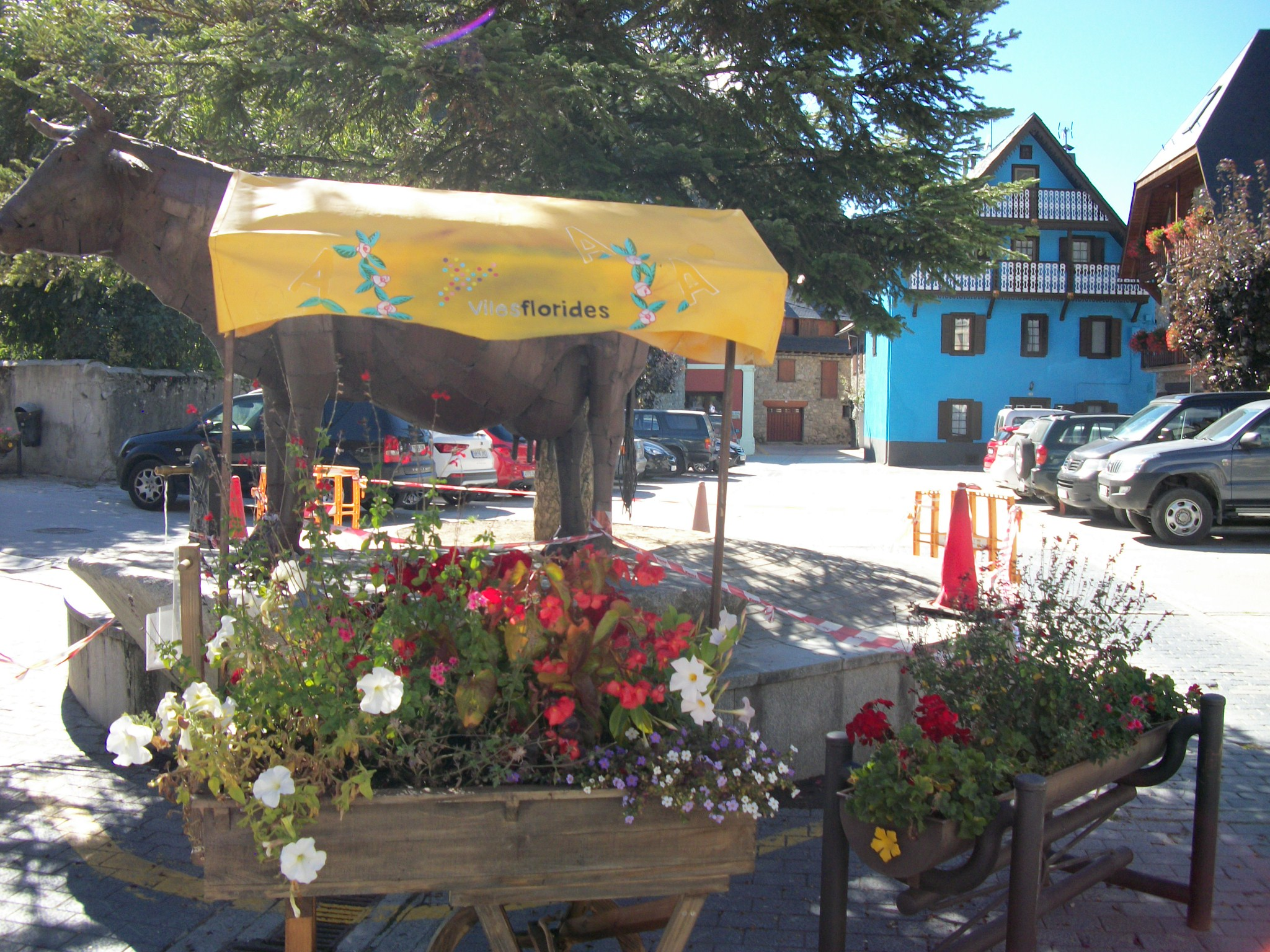
Piazza centrale del villaggio infiorata
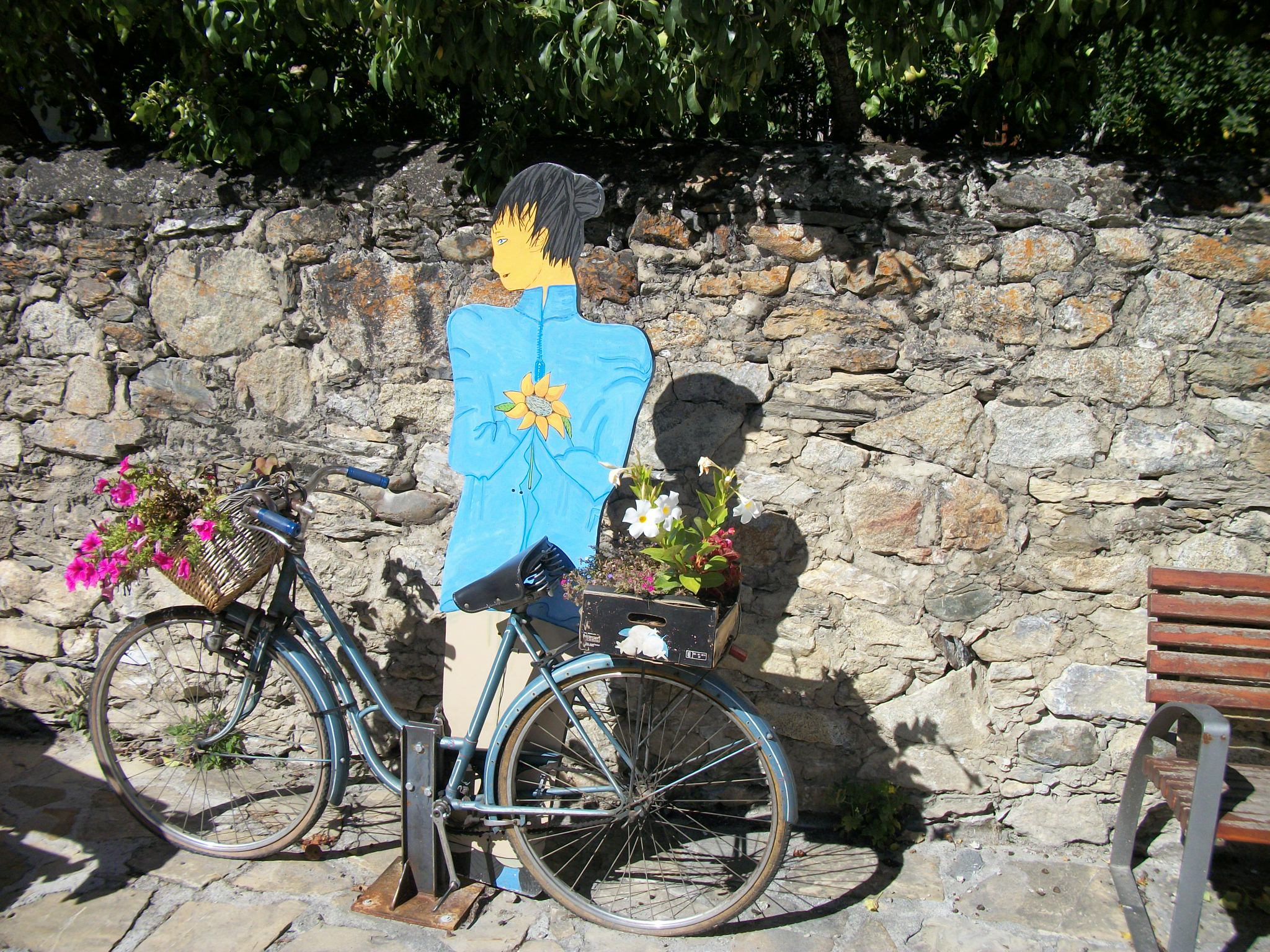
Bicicletta decorata con fiori e un modello di donna che tiene un fiore di girasole
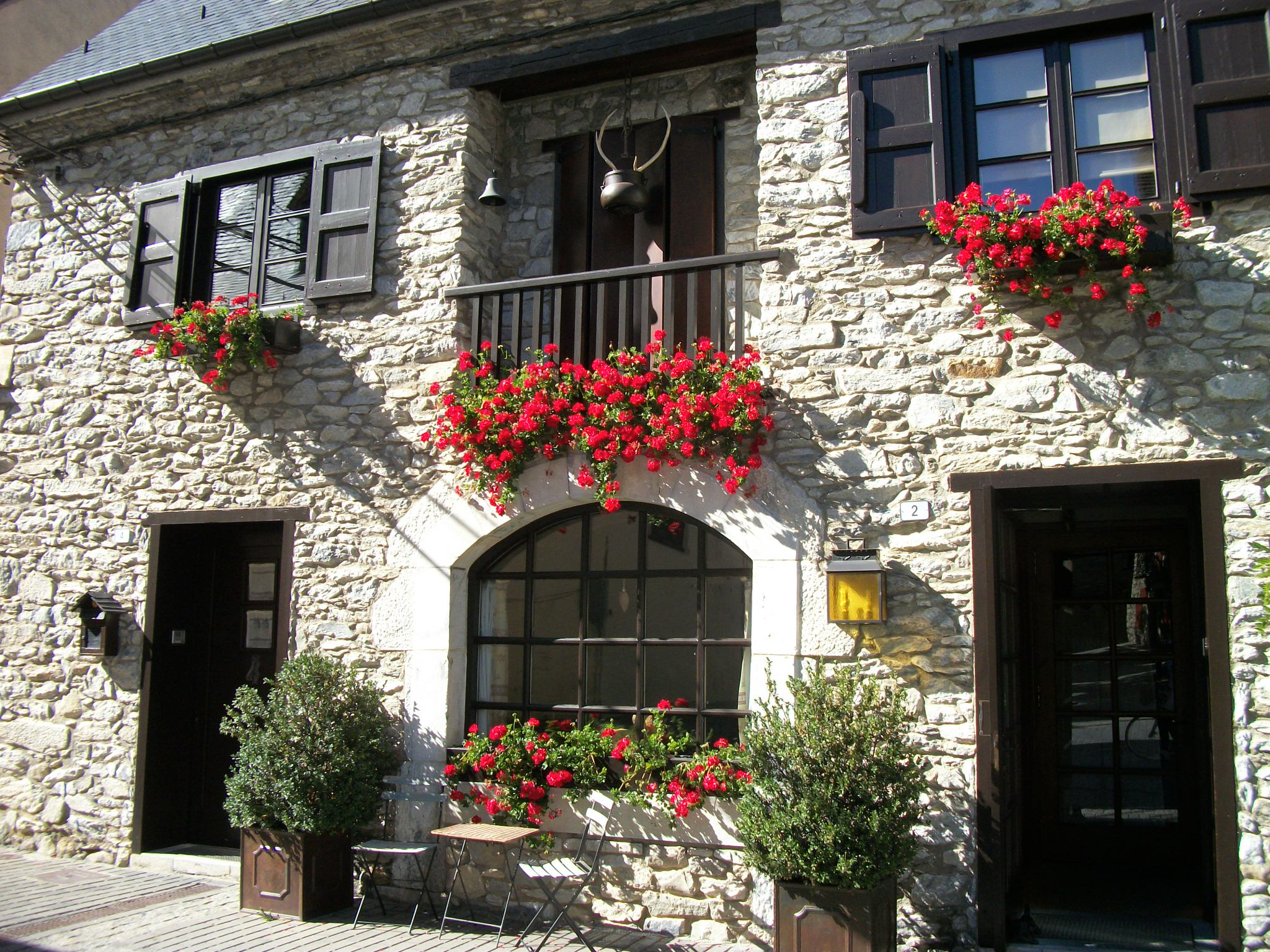
Casa infiorata

## Le mucche
Il villaggio è anche noto per le sue diverse mucche decorative, ciascuna delle quali è decorata secondo un proprio tema.

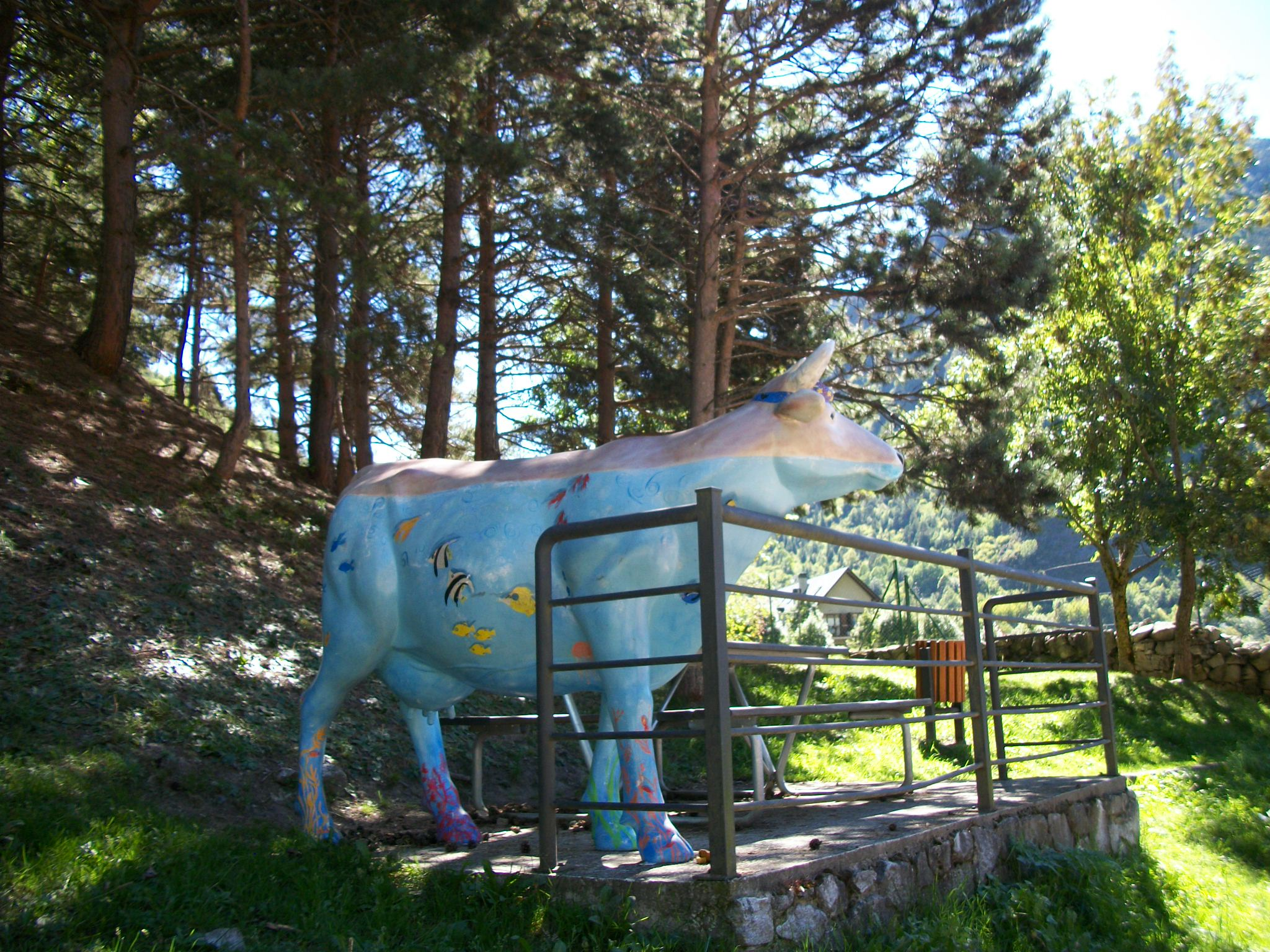
Mucca acquatica
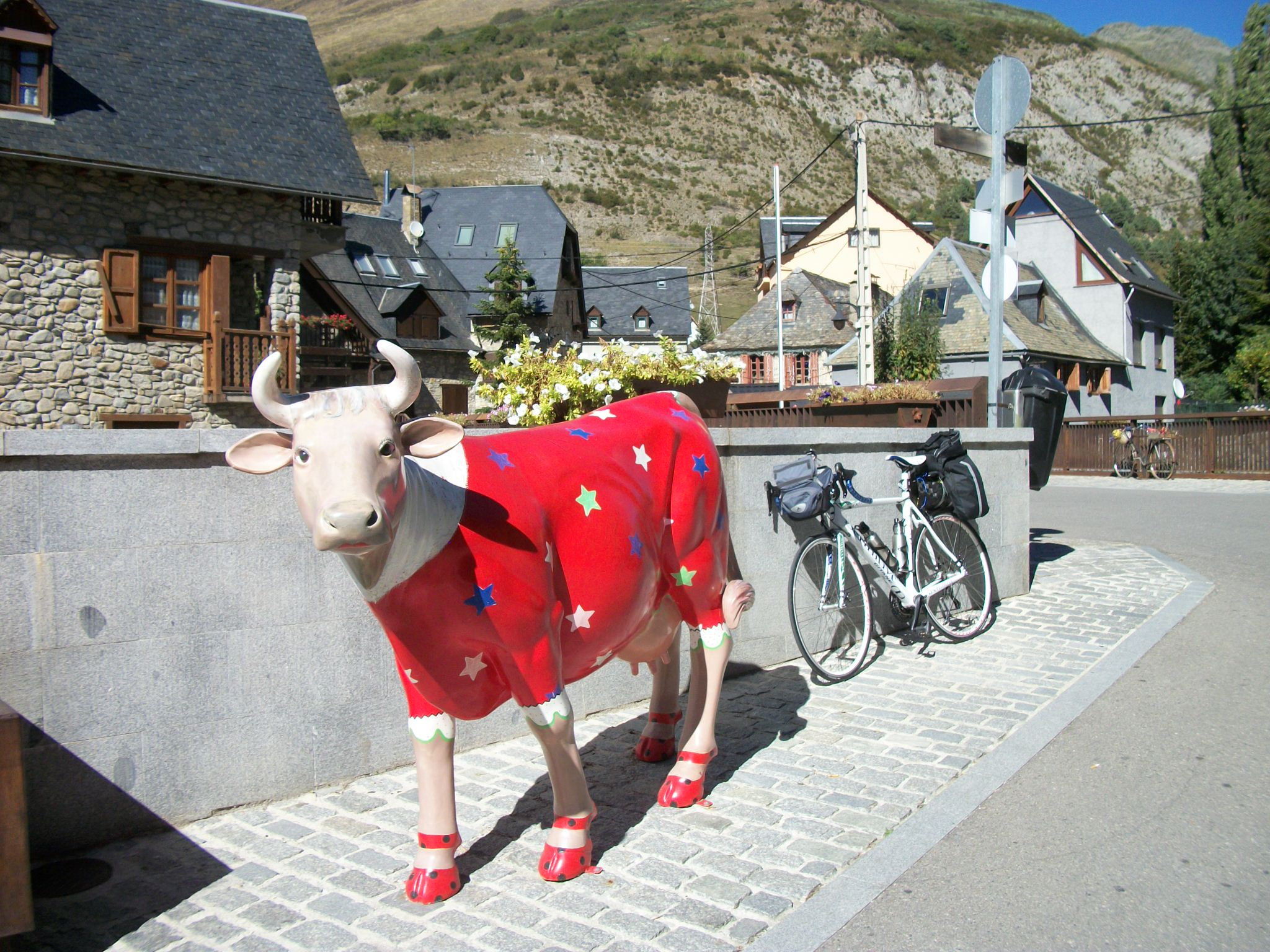
Mucca stellata anche agli zoccoli
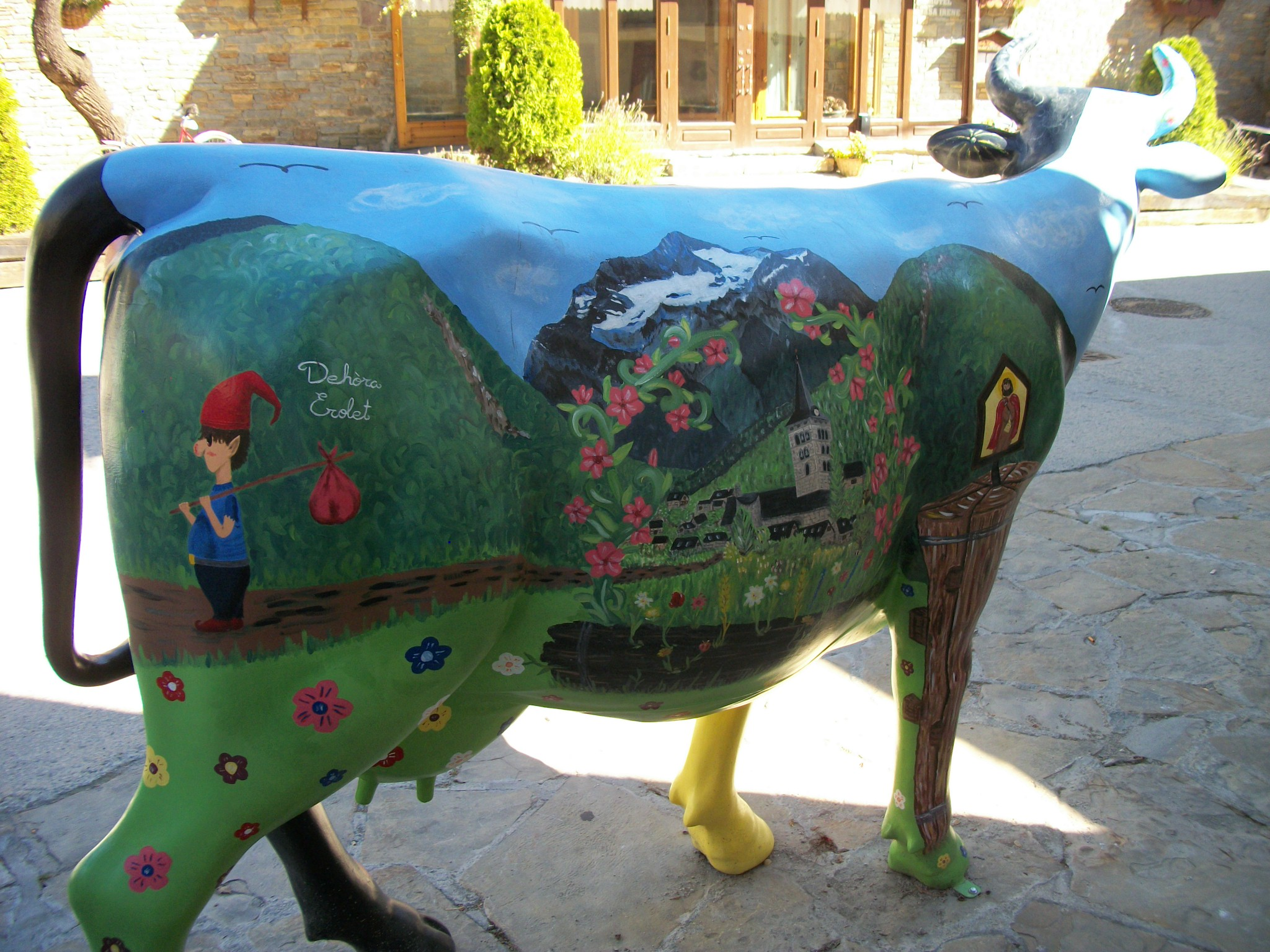
Il lato destro della mucca rappresenta il villaggio, la tradizione e il paesaggio
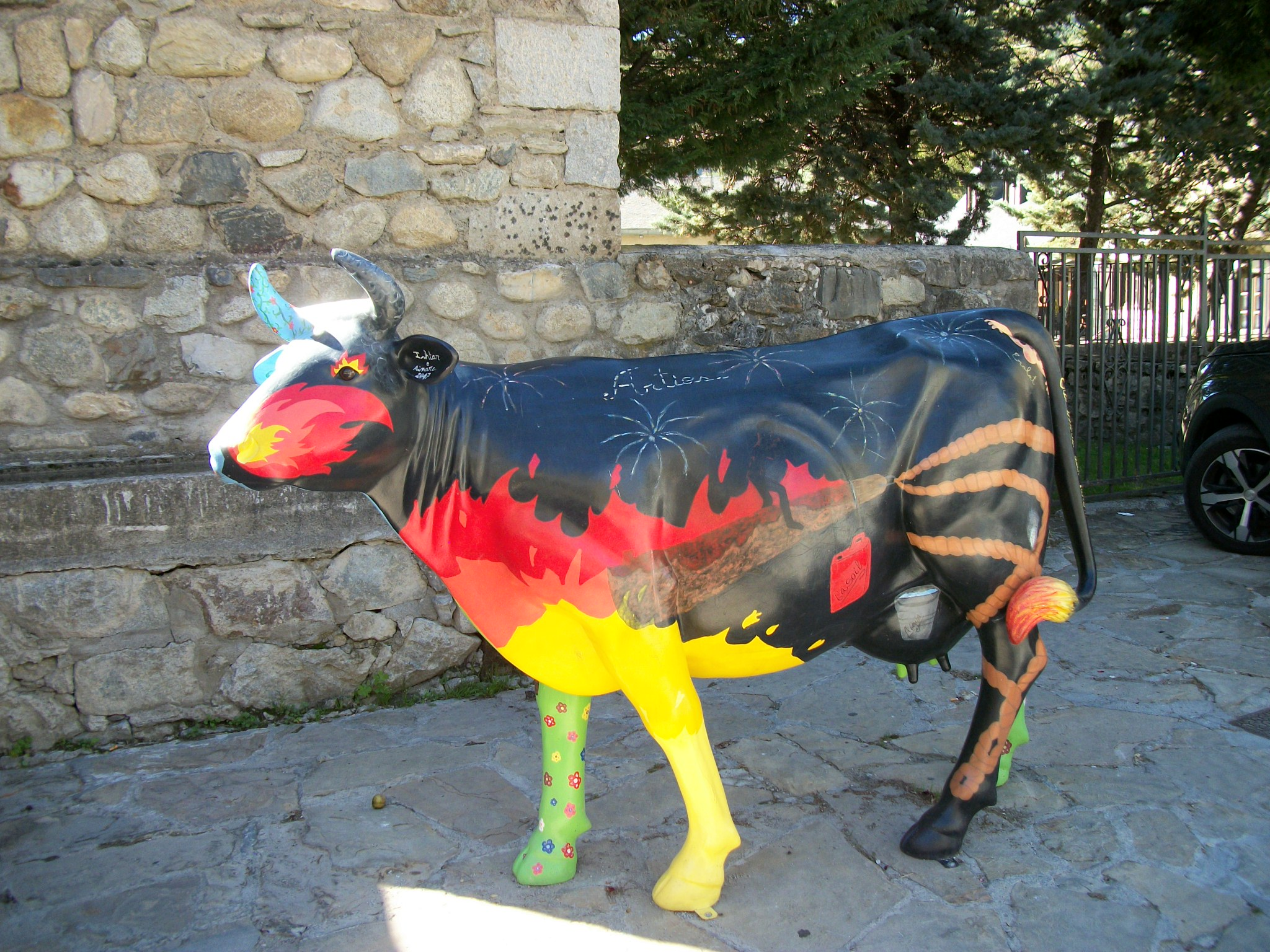
Il lato sinistro della mucca rappresenta la festa tradizionale del fuoco dei Pirenei ad Arties
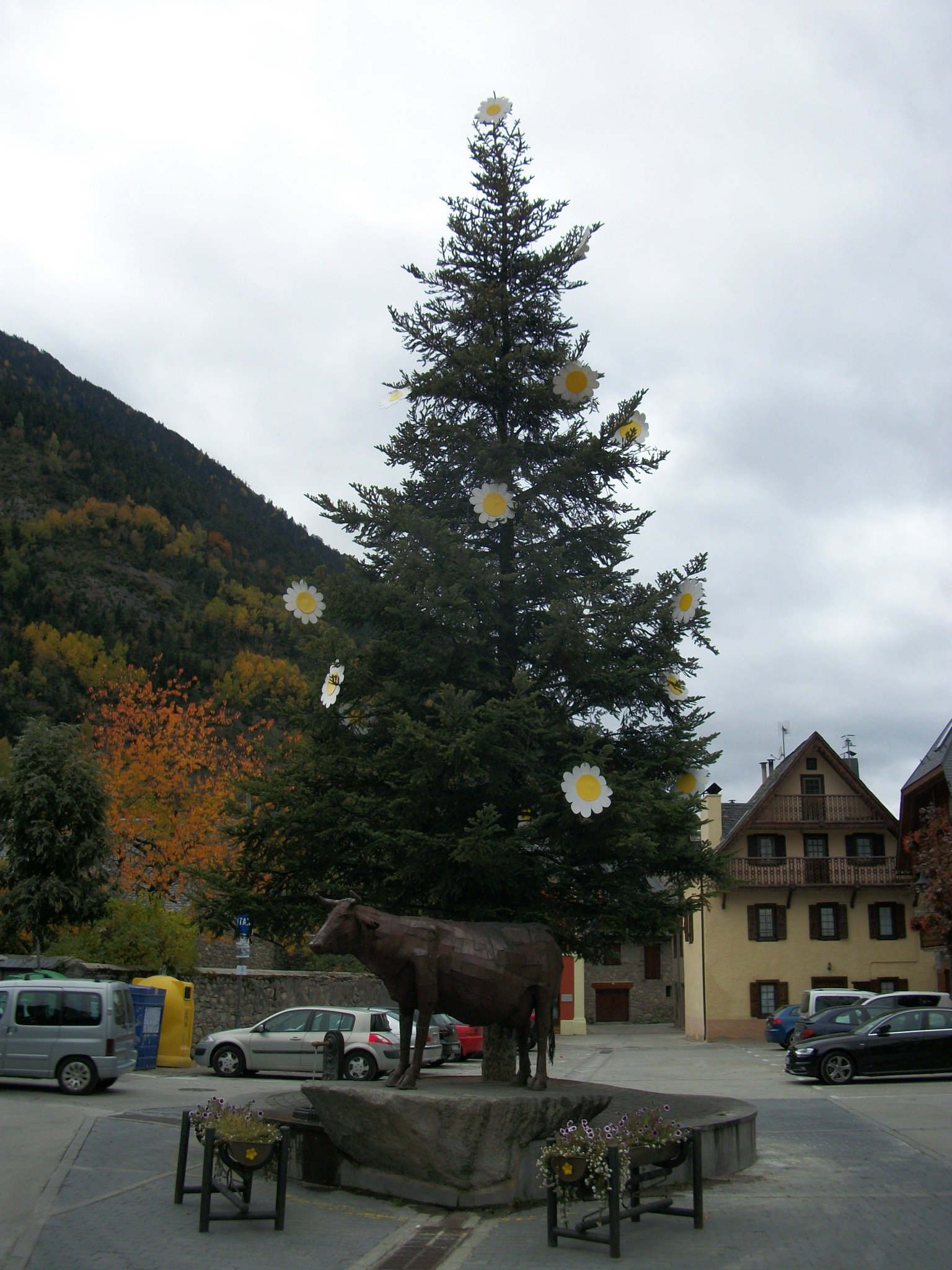
Mucca mosaico color terra al centro di una piazza con un abete decorato con fiori
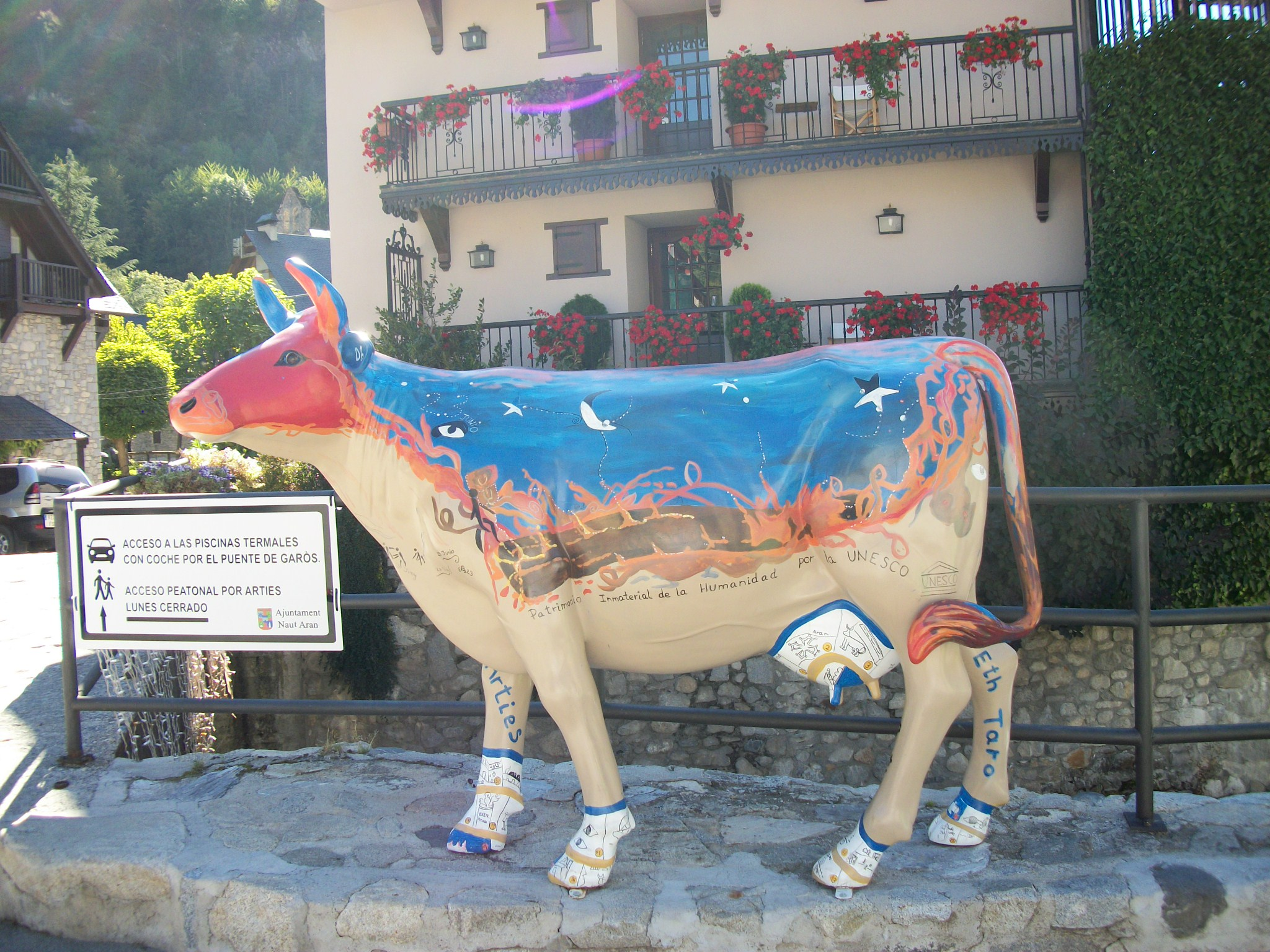
La mucca rappresenta la festa del fuoco tradizionale di Arties celebrata il 23 giugno di ogni anno, iscritta nel Patrimonio immateriale dell'umanità dell'UNESCO
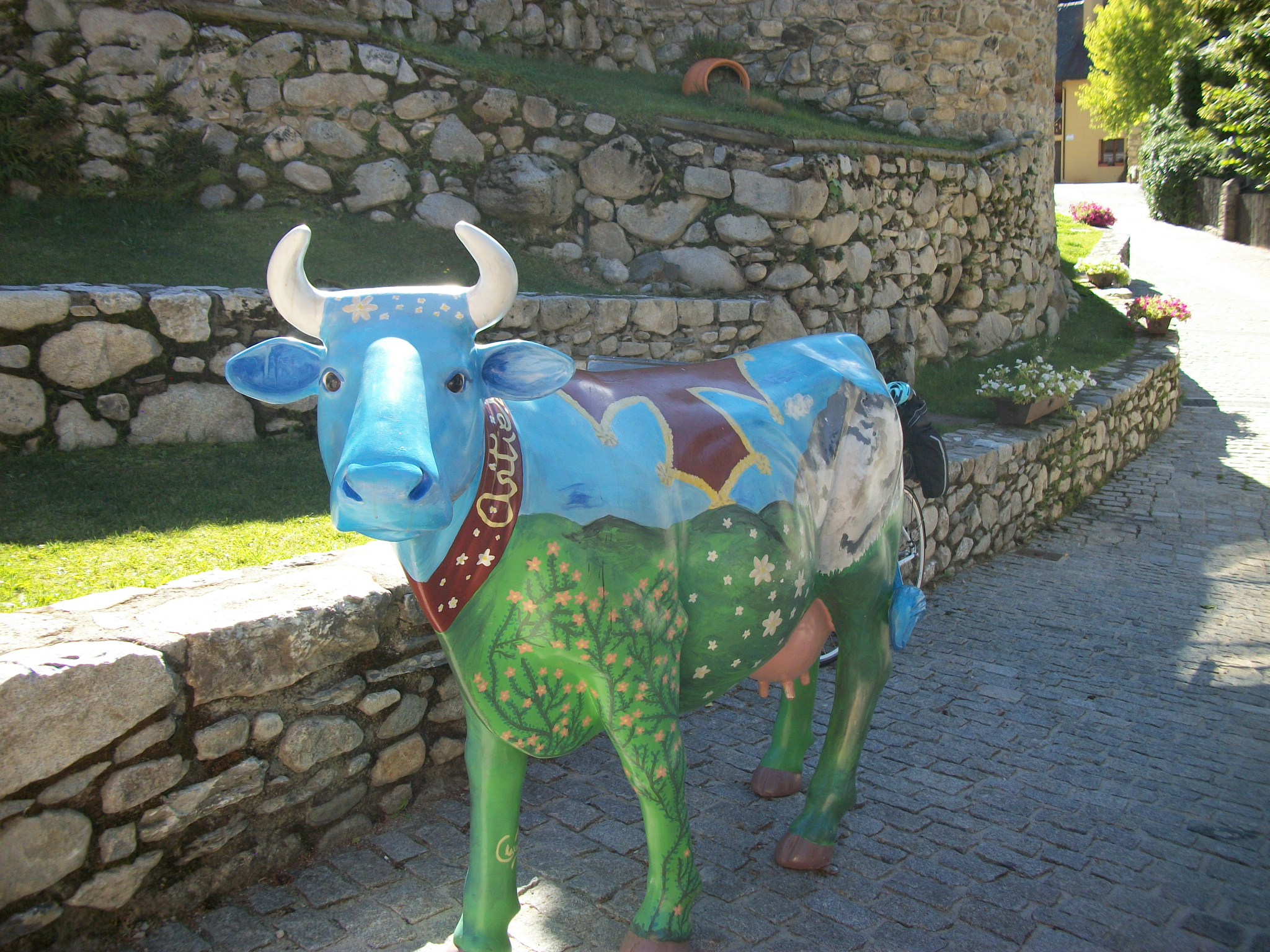
Mucche del paesaggio fiorito di Arties con una croce occitana sulla groppa, che si trova ai piedi della chiesa di Santa Maria

## Ecologia e riciclaggio
Recentemente è stata installata nel villaggio una rete di gas naturale come delle colonnine di ricarica per veicoli elettrici.

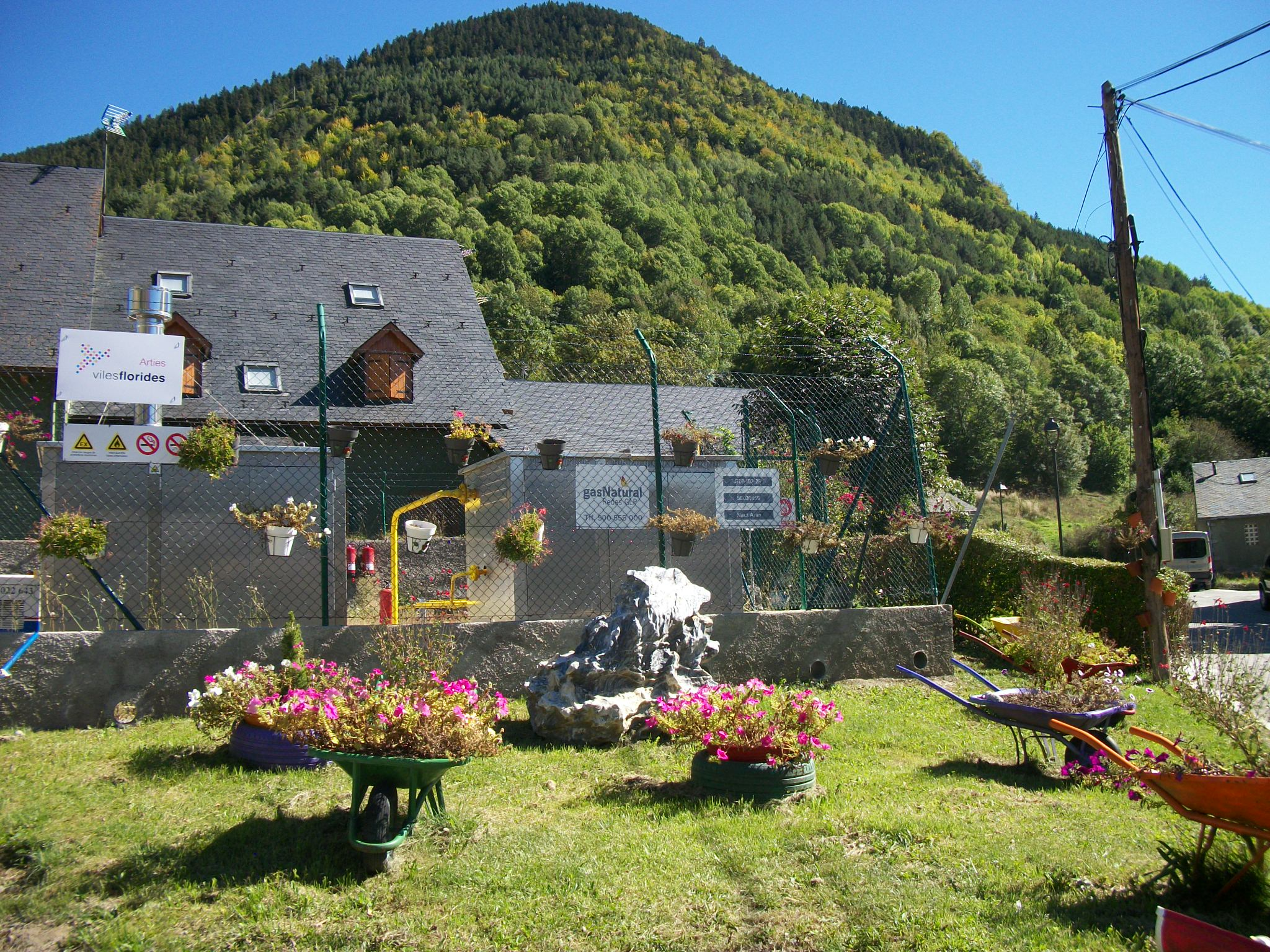
La nuova installazione di gas naturale decorata con fiori
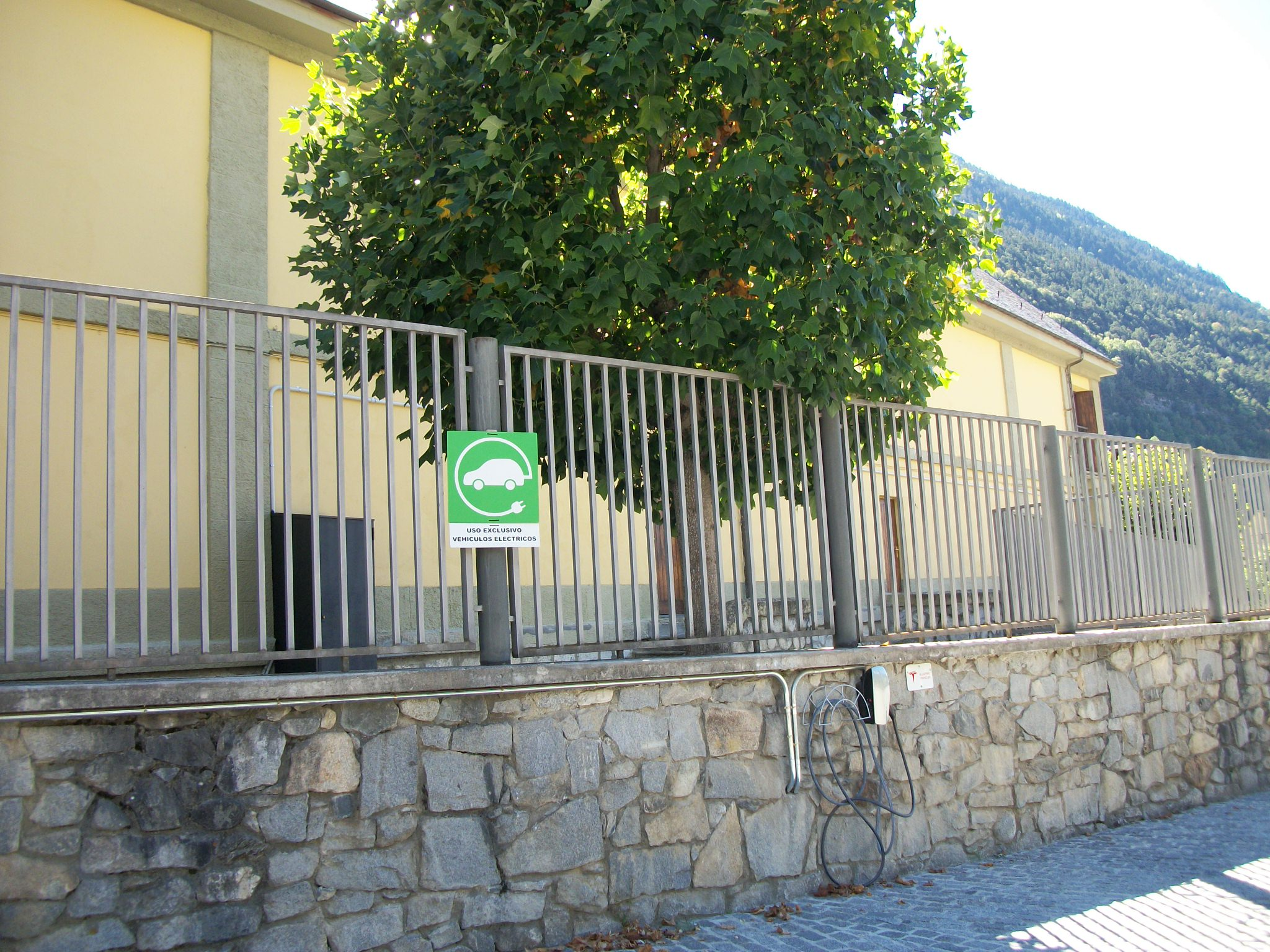
Colonnina di ricarica per veicoli elettrici

## Monumenti e luoghi d'interesse

### Architetture religiose
- Chiesa di Santa Maria d'Arties, romana, XI – XIII secolo. Ha tre navate separate da pilastri cilindrici. Sono notevoli i suoi dipinti. L'elegante campanile risale al XIII secolo o all'inizio del XIV. L'abside è sormontata da un piccolo campanile a vela romanico a due aperture.
- Chiesa di Sant Giovanni d'Arties, gotica, inizio del XIV secolo, con un campanile ottagonale tipicamente aranese e un piccolo campanile a vela a una sola apertura; fu chiesa parrocchiale per lungo tempo. Era un ostello sulla via transpirenea, gestita dai Cavalieri di San Giovanni, successori dei Templari dopo la soppressione dell'Ordine nel 1312. Oggi vi si tengono mostre temporanee[9].
- A sud di Arties, la cappella Sant-Pelegrin, con un piccolo campanile a vela e un'abside semicircolare.

### Architetture civili
- Rovine del castello di Arties o di Entresaigües, davanti alla chiesa.
- Torre quadrata e cappella: l'edificio è di architettura aragonese dei secoli XIV e XV; casa natale di Gaspar de Portolá, oggi è un albergo a quattro stelle della catena Parador, Parador Nacional Don Gaspar de Portolà[10][11].

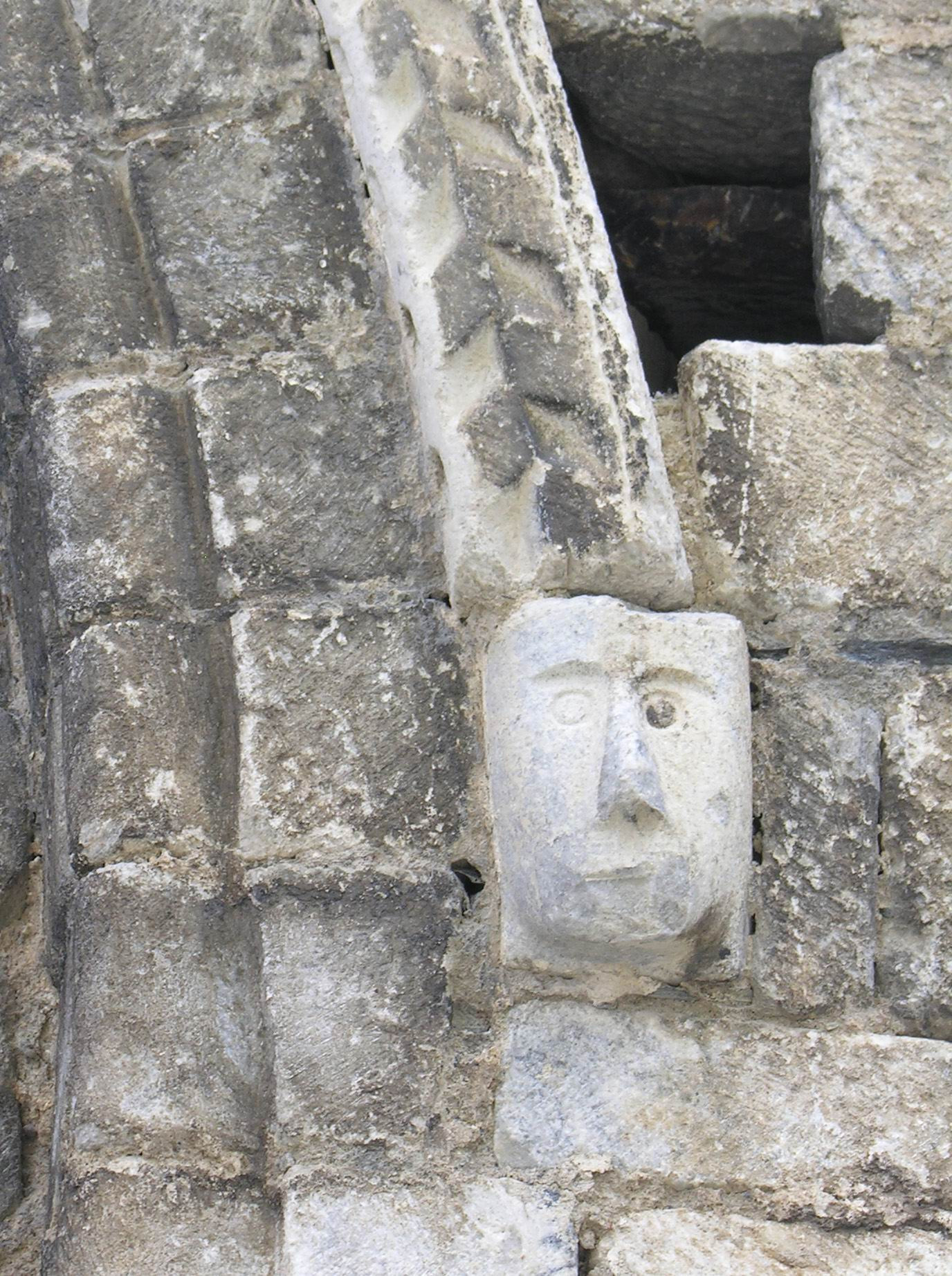
Dettaglio della porta di Santa Maria di Arties
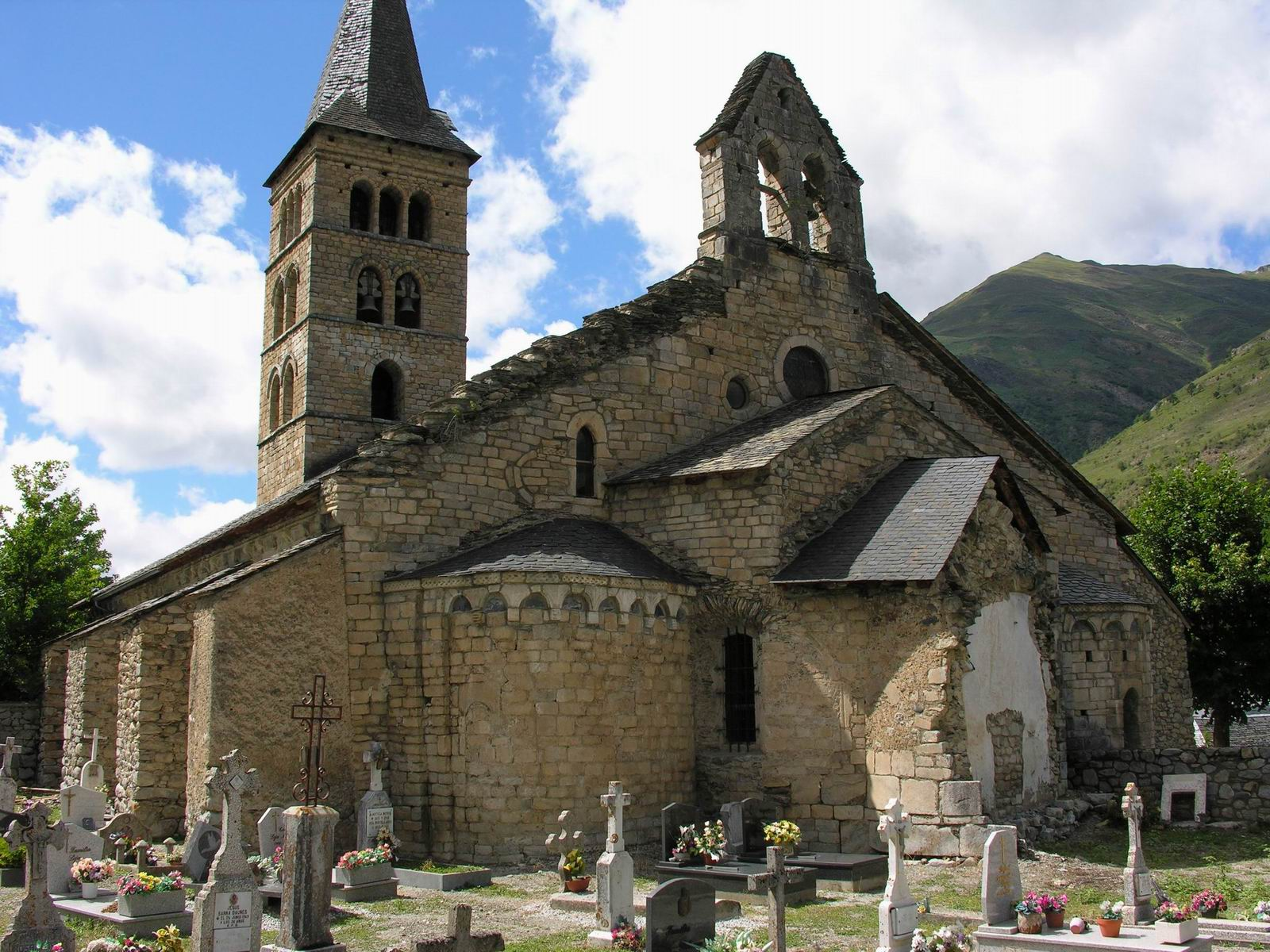
Santa Maria di Arties
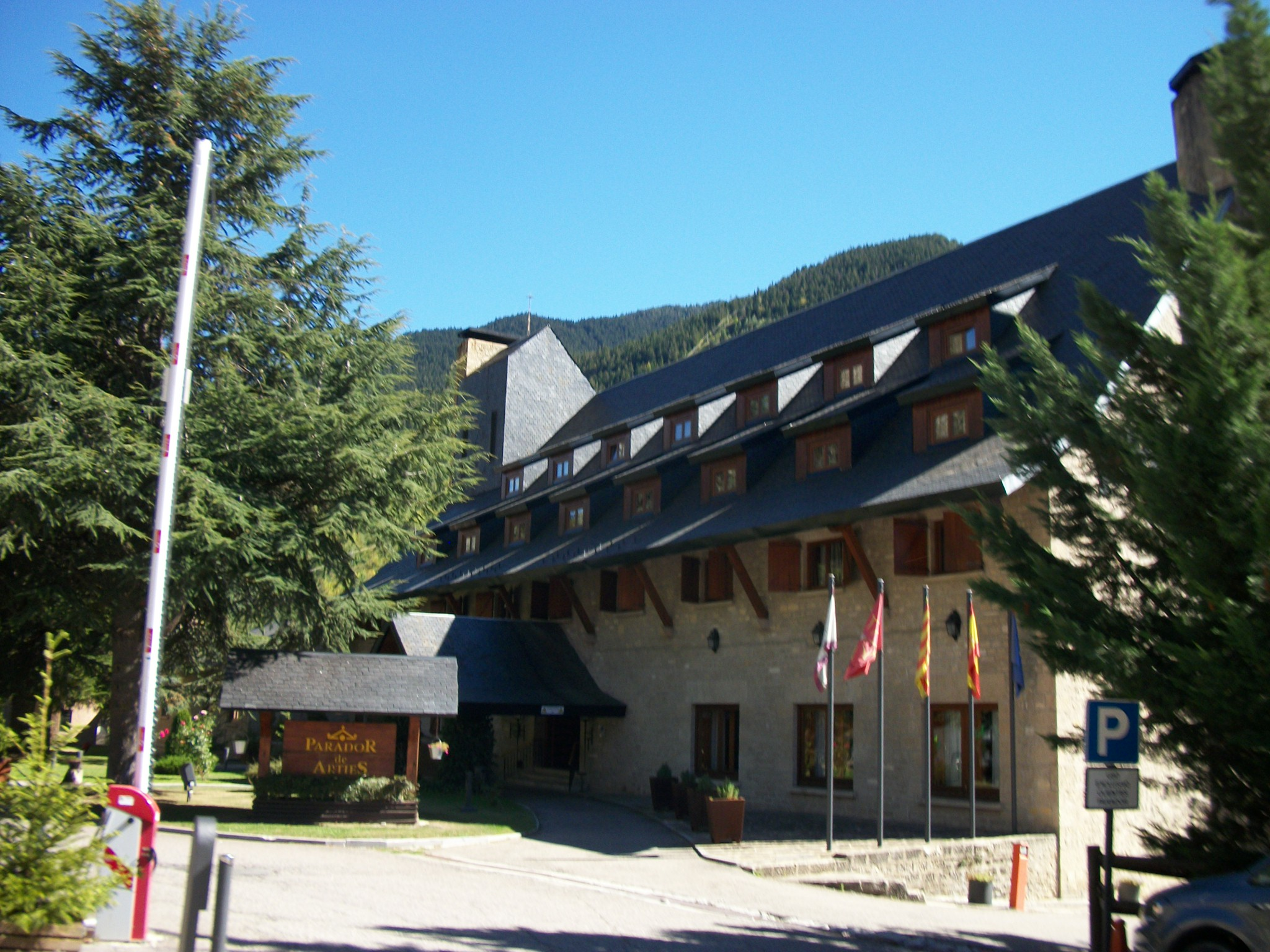
Parador di Arties
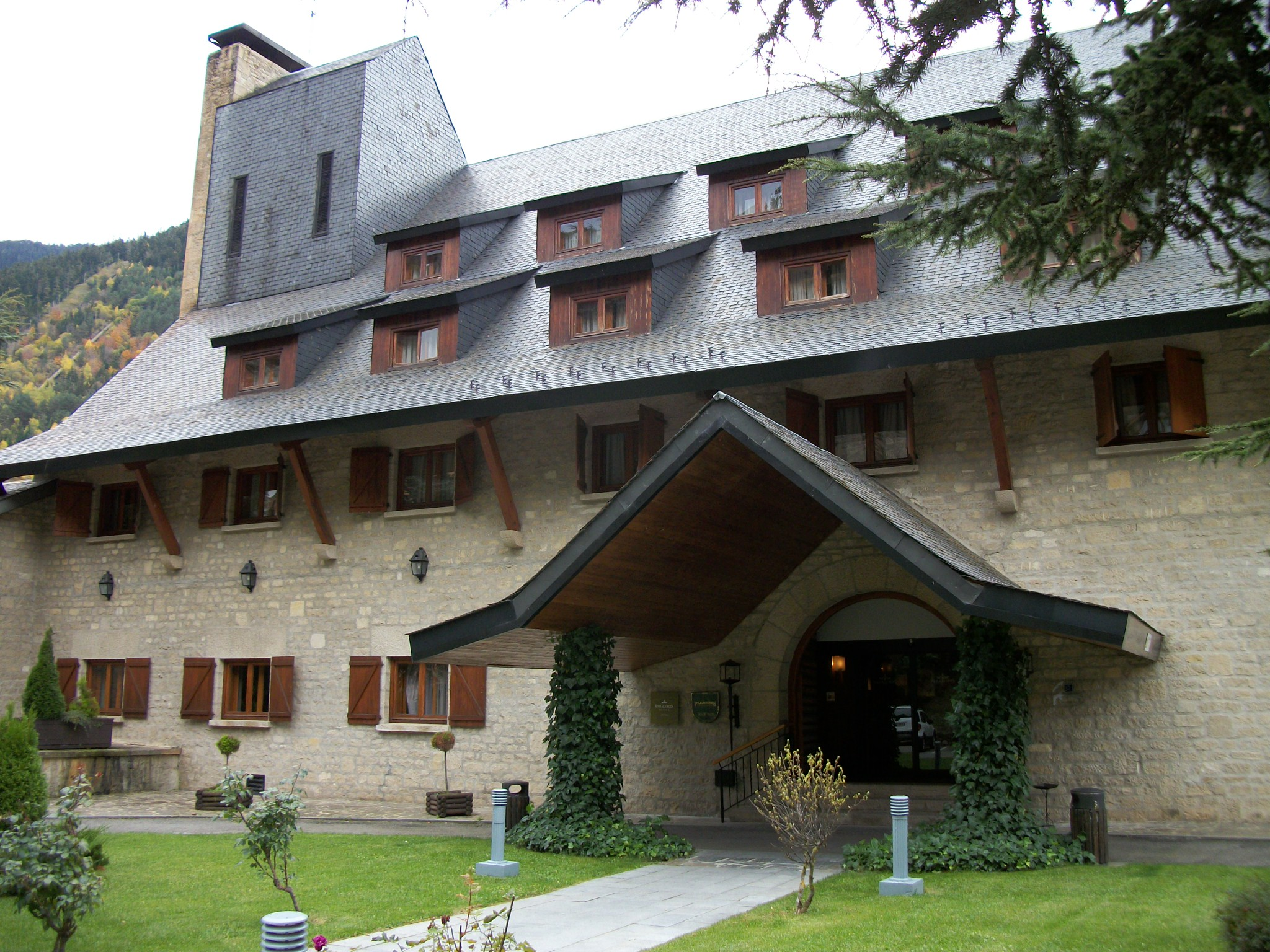
L'entrata del Parador di Arties
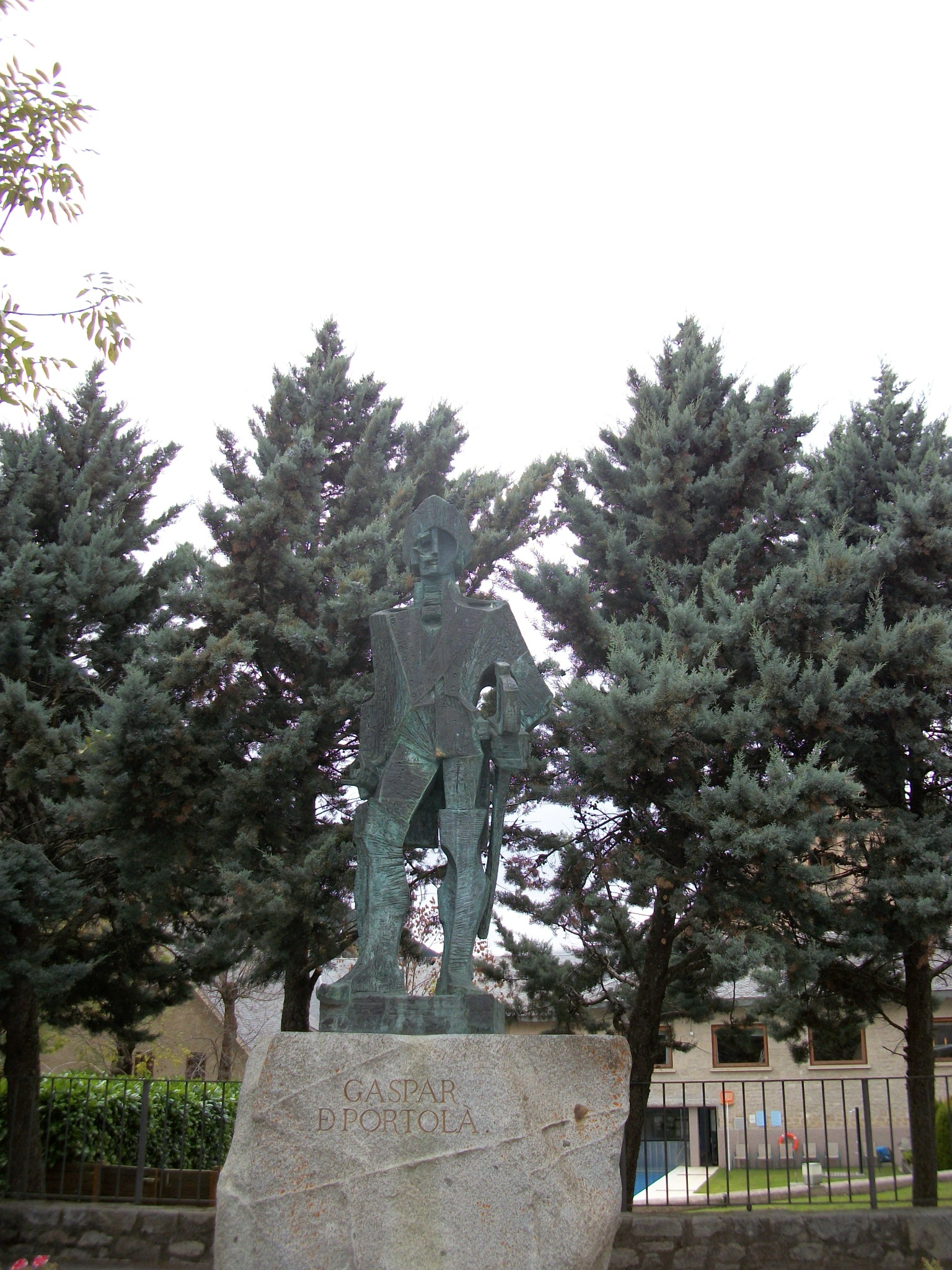
Statua di Gaspar de Portolá
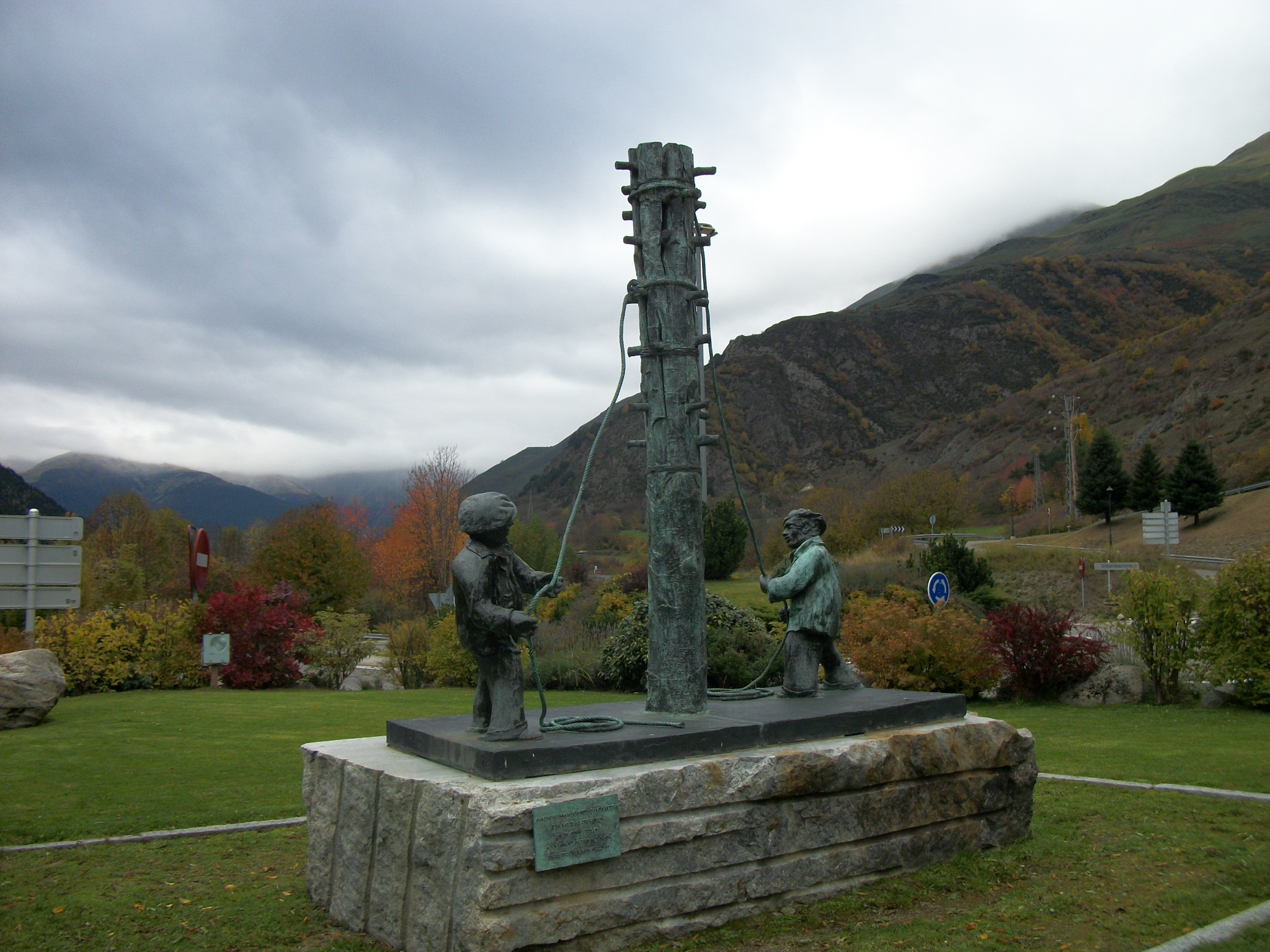
Scultura rappresentante la festa del fuoco (San Giovanni) il 23 giugno

- Gli antichi bagni di Arties, costruiti nel 1817 con tre sorgenti di acque solforose zampillanti a 29° e 40°, sono state abbandonate dagli anni 1960[12].
- Una nuova installazione di due piscine d'acqua termale a 39 °C è stata costruita dal celebre architetto giapponese Arata Isozaki e inaugurata nell'estate 2016[12][13][14][15].

### Le fontane
Nel villaggio vi sono fontane antiche e recenti. 

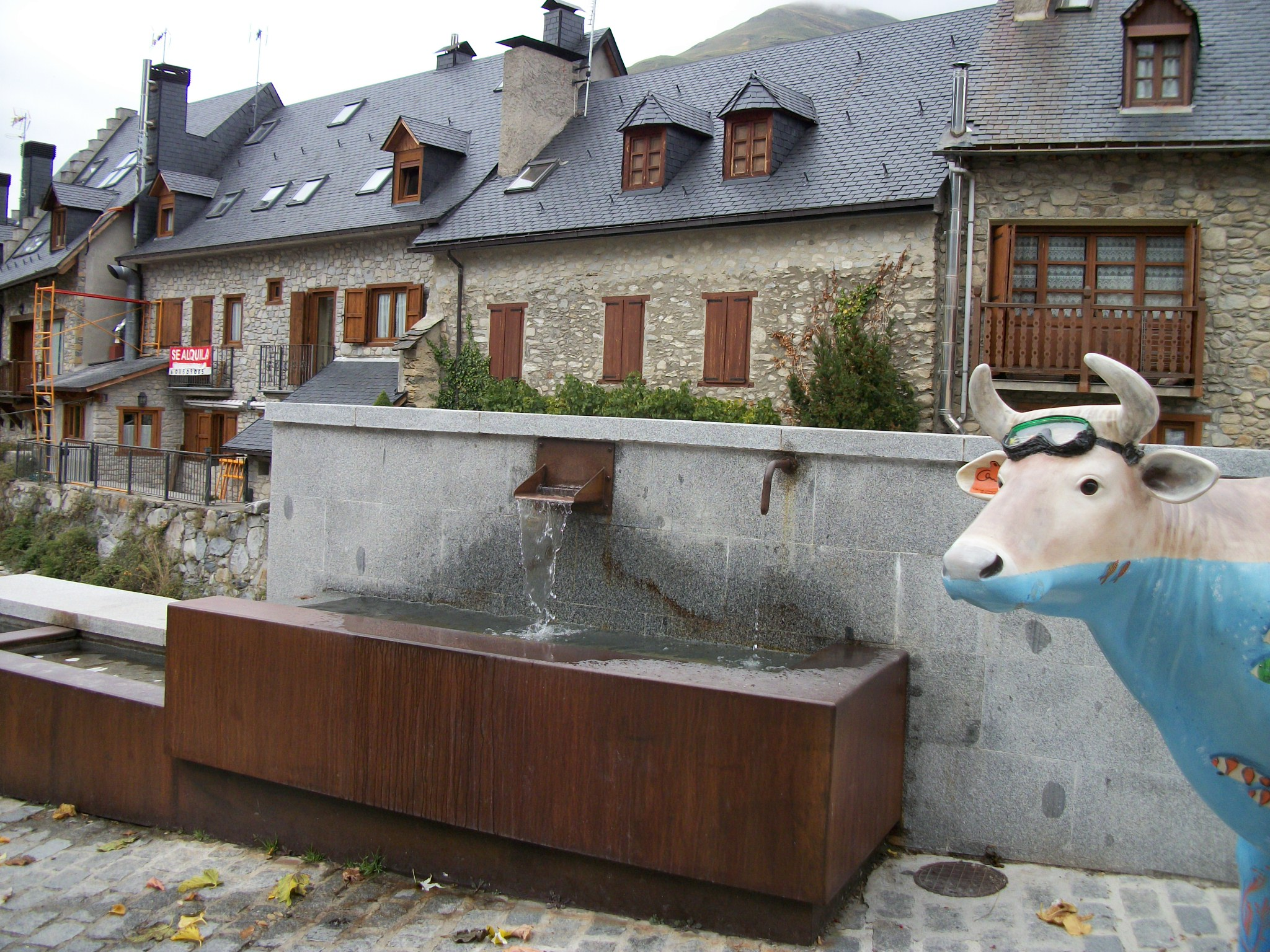
Fontana decorativa con la mucca acquatica ivi posta nell'autunno 2015
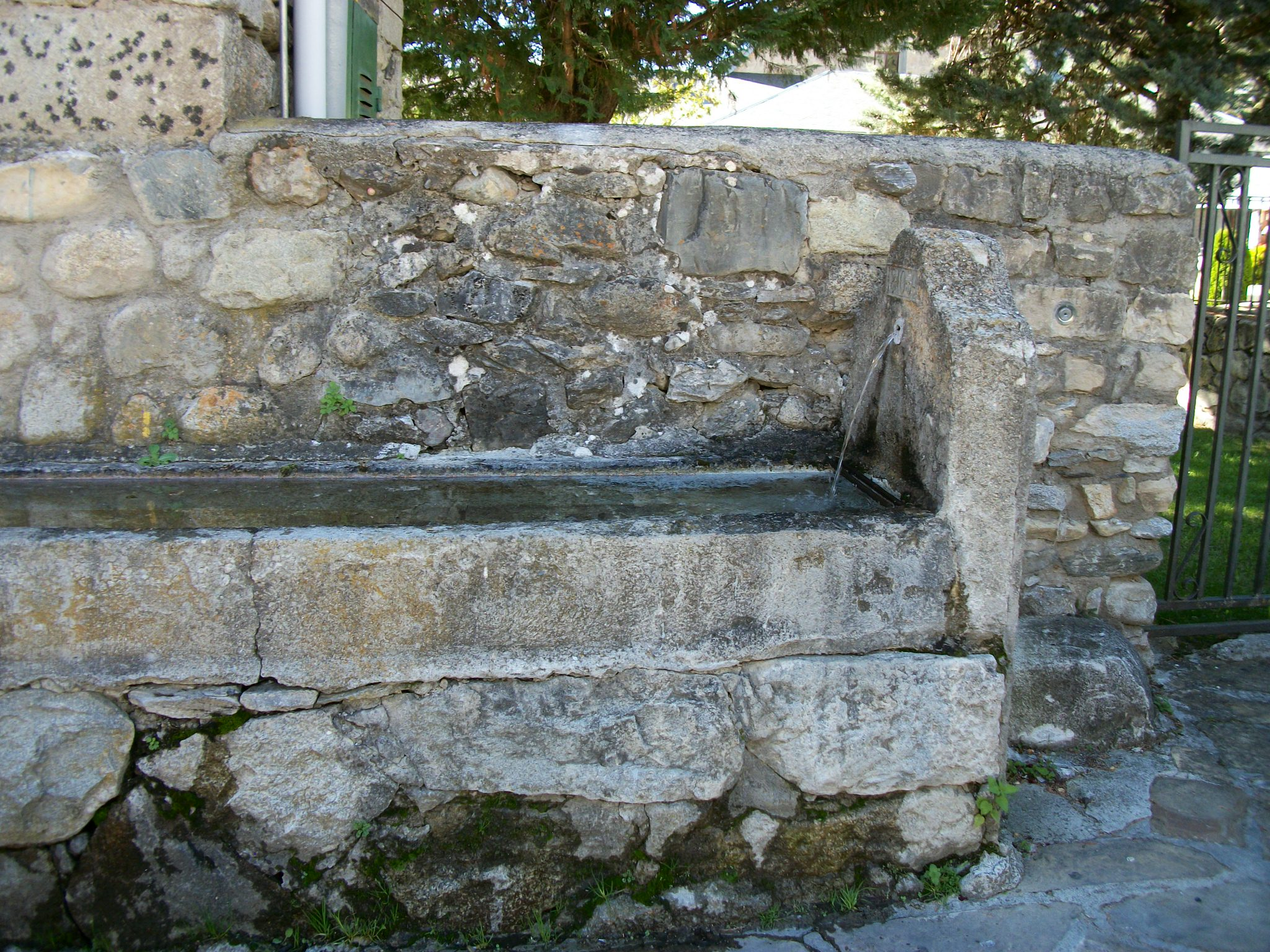
Antica fontana di Arties
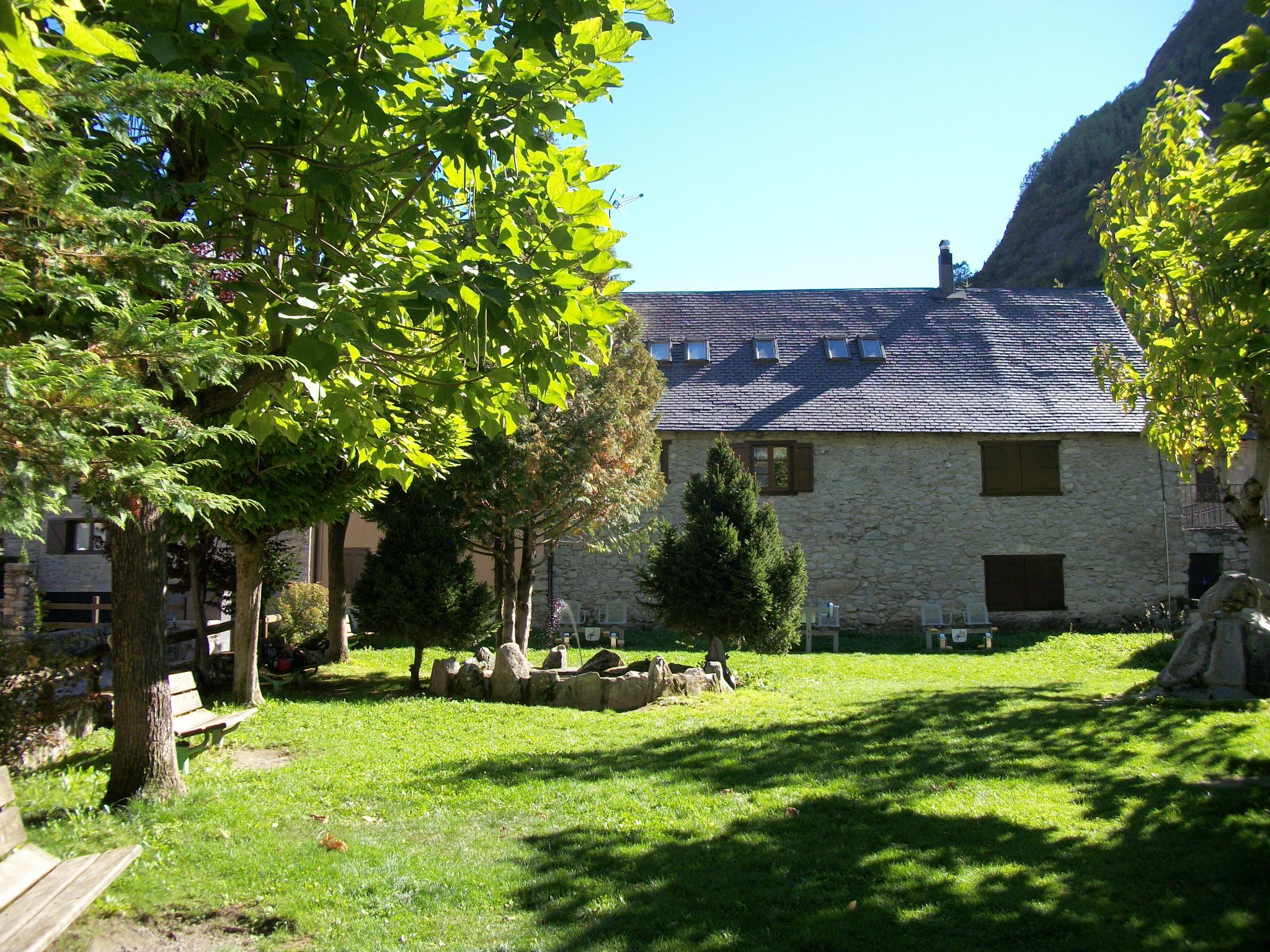
Spazio verde di rilassamento, a sinistra una fontana a getto e a destra una di acqua potabile
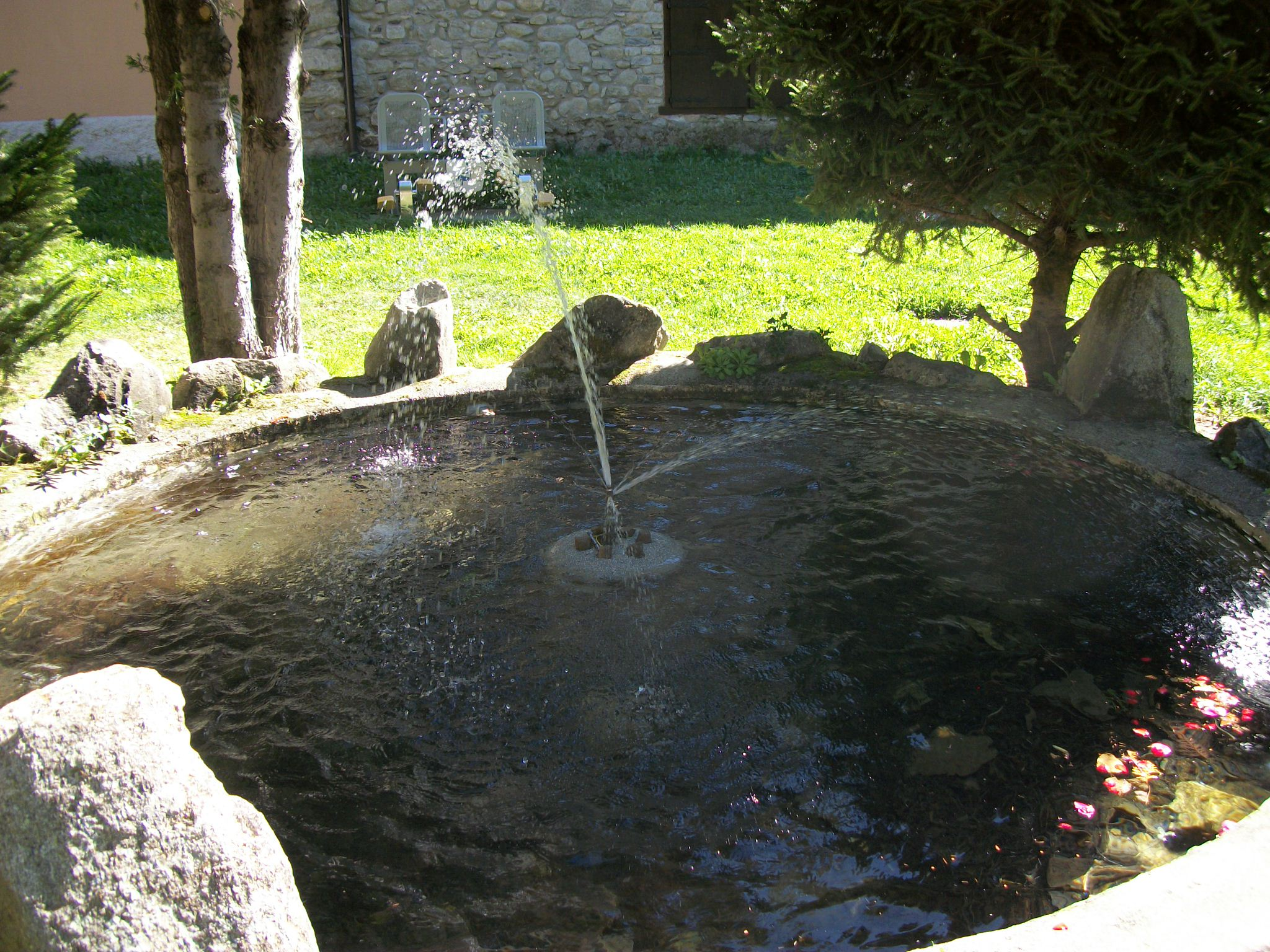
Fontana a getto decorativa
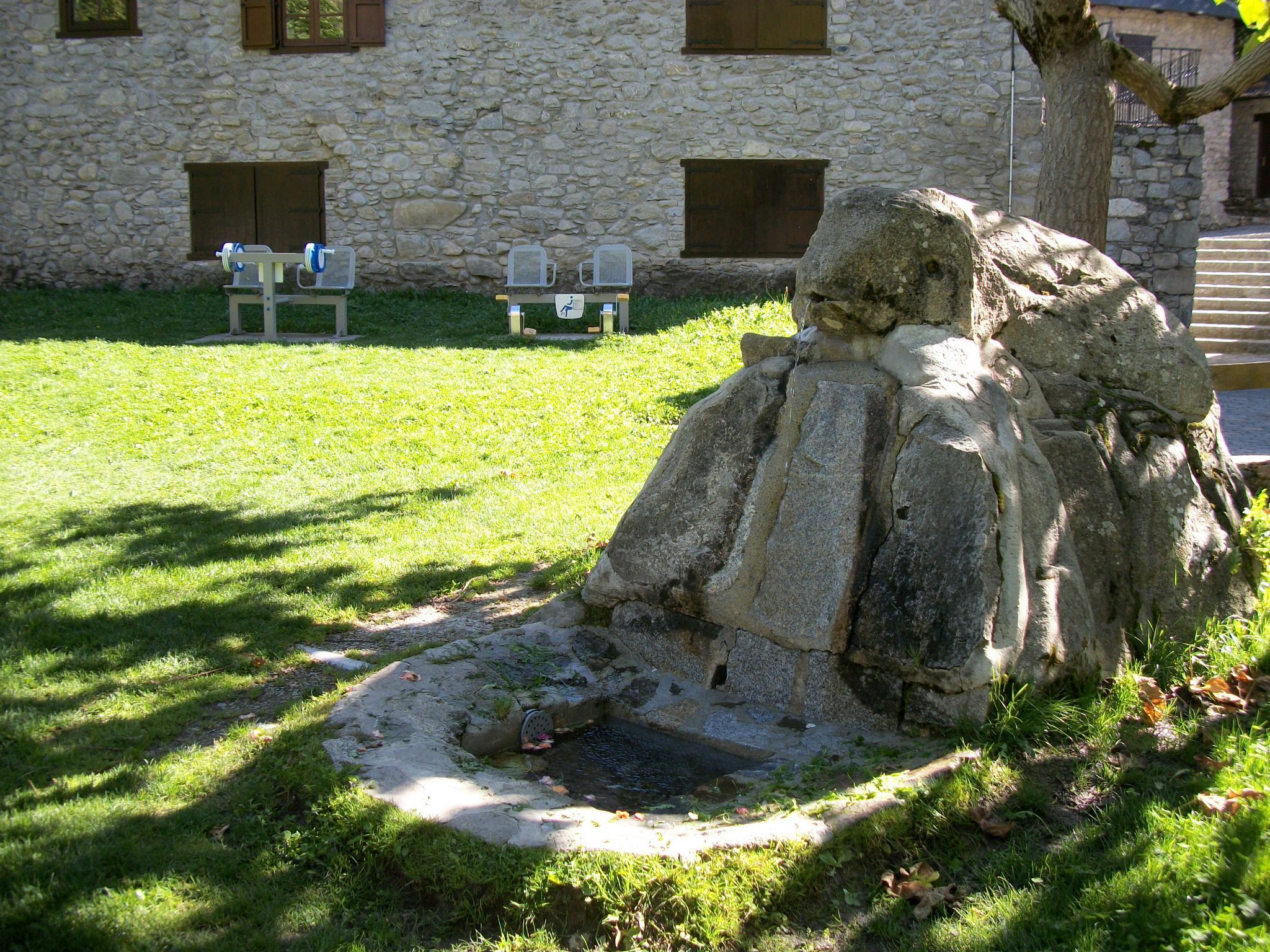
Fontana d'acqua potabile

### Città dalle facciate multicolori
Recentemente molte case hanno ridipinto le loro facciate, aggiungendo al villaggio più colore e fascino.

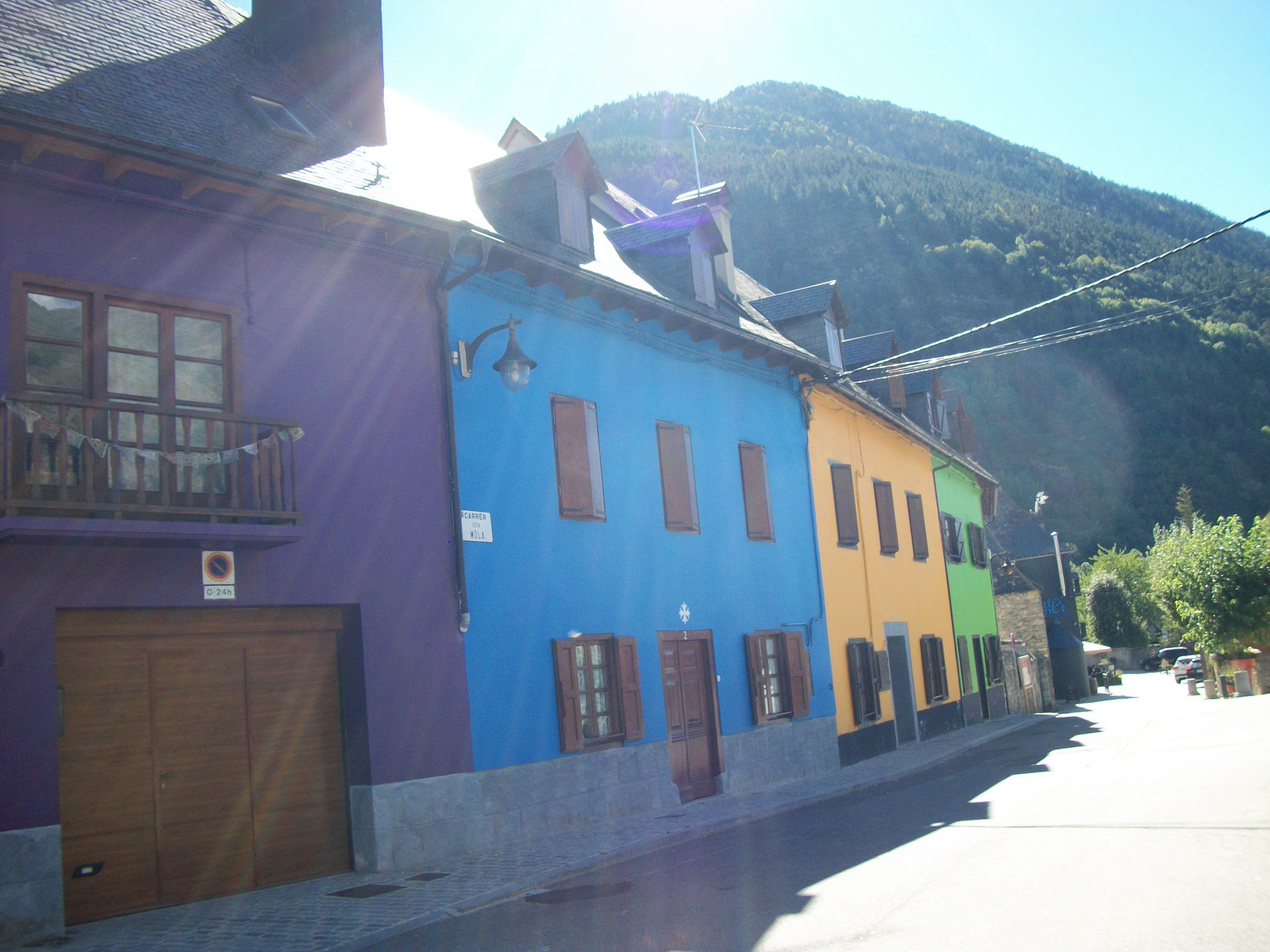
Case dalle facciate di diversi colori
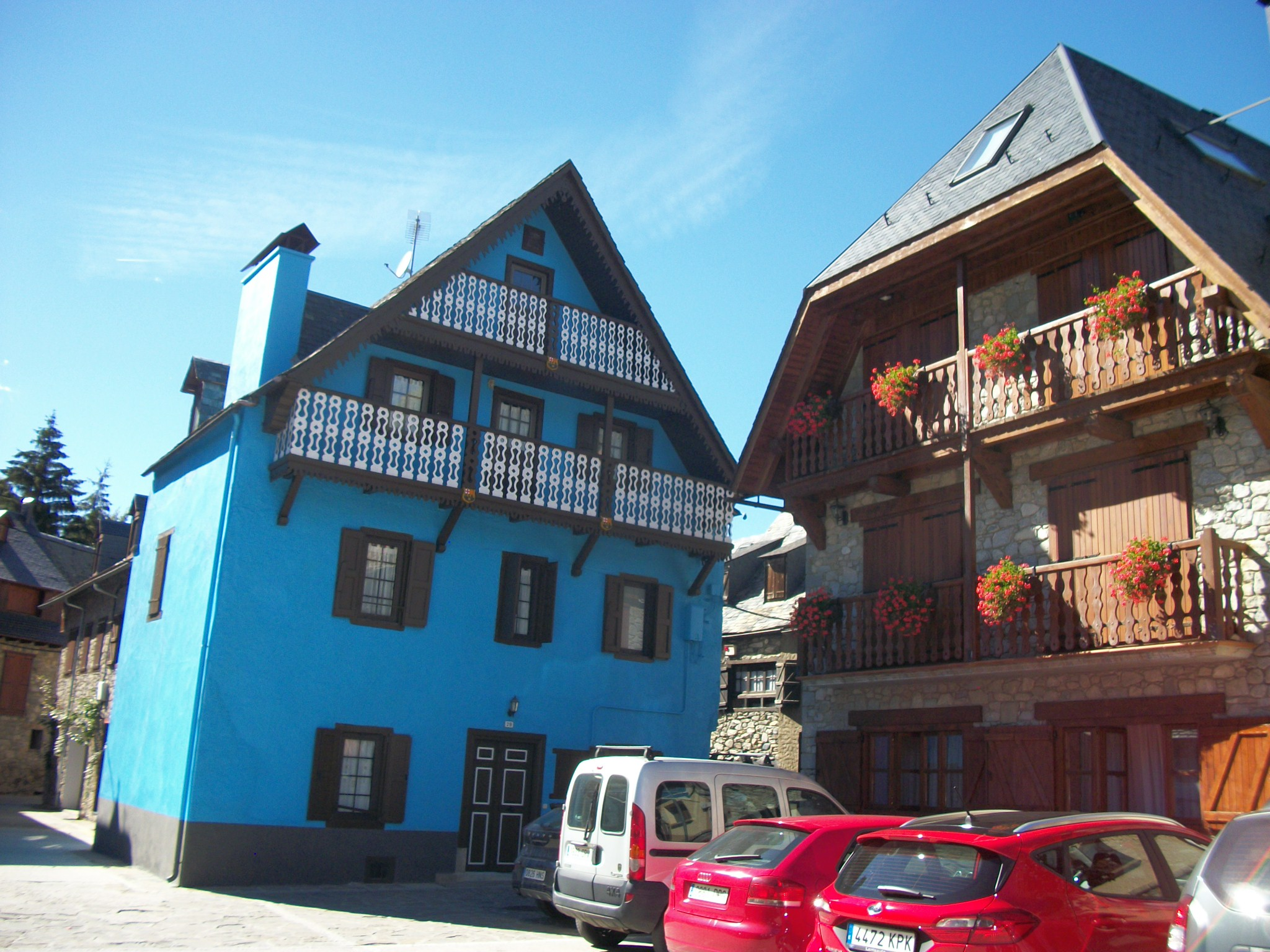
Casa ridipinta di blu
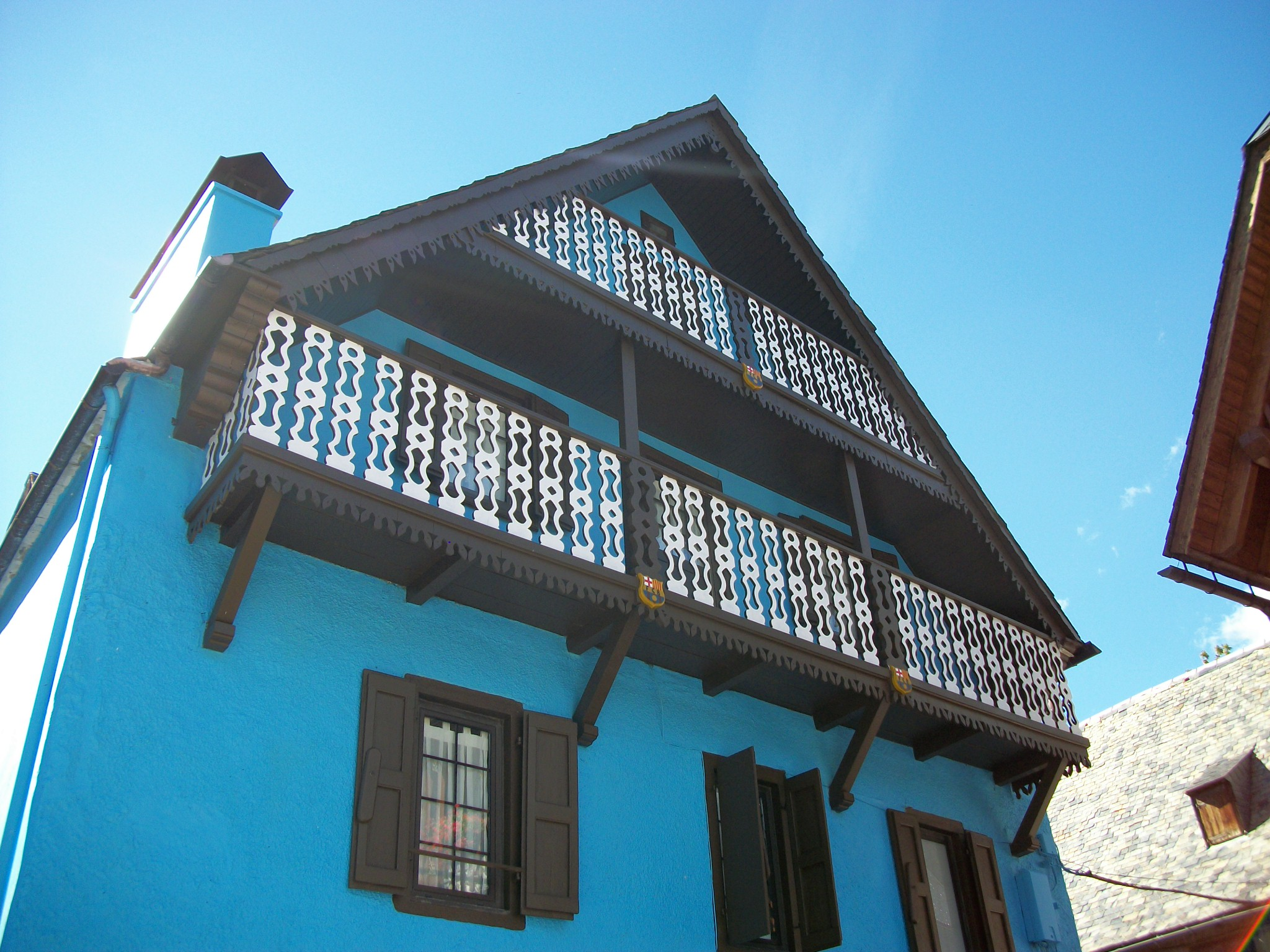
Dettaglio della decorazione del balcone della casa blu

## Cultura

### Eventi
Dal dicembre 2015, le feste del fuoco dei Pirenei (il fuoco del giorno di San Giovanni si chiama brandon), in Francia, soprattutto nei Comminges, ad Andorra e in Spagna con i villaggi di Arties e di Les sono iscritti nell'elenco dei patrimoni orali e immateriali dell'umanità dell'UNESCO.
- La Crema deth Taro ha luogo il 23 giugno.
- La festa major ha luogo il 24 giugno, per San Giovanni.
- Il 25 giugno ha luogo il pellegrinaggio (romeria) a Sant-Pelegri.
- Il 25 luglio, pellegrinaggio a Sant-Jaume.